# 23. Januar
Der 23. Januar (auch 23. Jänner) ist der 23. Tag des gregorianischen Kalenders, somit bleiben 342 Tage (in Schaltjahren 343 Tage) bis zum Jahresende.

## Ereignisse

### Politik und Weltgeschehen
- 0393: Der römische Kaiser Theodosius I. erhebt nach seinem älteren Sohn Arcadius nun auch seinen neunjährigen jüngeren Sohn Flavius Honorius zum Augustus und Mitkaiser.
- 1517: Nach der Niederlage gegen die Osmanen bei Gizeh und der Gefangennahme ihres Sultans Tuman Bay endet die Herrschaft der Mamluken über Ägypten, das ein Teil des Osmanischen Reichs wird.

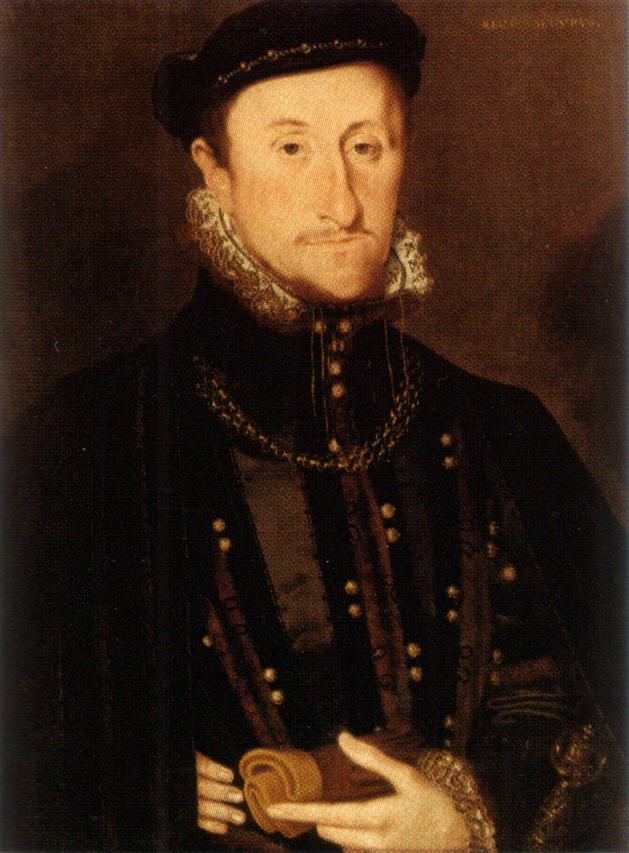
1570: James Stewart, Earl of Moray

- 1570: In Linlithgow verübt der Adelige James Hamilton of Bothwellhaugh einen Anschlag auf den schottischen Regenten James Stewart, 1. Earl of Moray. Es ist das weltweit erste Attentat mit einer Feuerwaffe. Der Regent wird dabei so schwer verletzt, dass er noch am selben Tag stirbt. Der schottische Bürgerkrieg erhält durch den Vorfall neuen Auftrieb.

1579: Utrechter Union

- 1579: Als Reaktion auf die Bildung der Union von Arras durch die Südprovinzen, die sich wieder dem katholischen Spanien zugewandt haben, gründen die sieben Nordprovinzen der Spanischen Niederlande die Utrechter Union. Diese bildet die Keimzelle für die Republik der Sieben Vereinigten Provinzen.
- 1631: Frankreich und Schweden schließen im Dreißigjährigen Krieg den Vertrag von Bärwalde. Darin verpflichtet sich Schweden, ein Heer nach Deutschland zu führen, während sich Frankreich an den Kosten beteiligt, um den Status quo vor Ausbruch des Krieges wiederherzustellen.
- 1668: England, die Republik der Sieben Vereinigten Provinzen und Schweden bilden eine Tripelallianz, um im begonnenen Devolutionskrieg Frankreich unter Ludwig XIV. in die Schranken zu weisen, dessen Soldaten in die Spanischen Niederlande eingedrungen sind.
- 1719: Kaiser Karl VI. erhebt die beiden Grafschaften Vaduz und Schellenberg des Grafen Anton Florian von Liechtenstein zu einem Fürstentum unter dem Namen Liechtenstein.

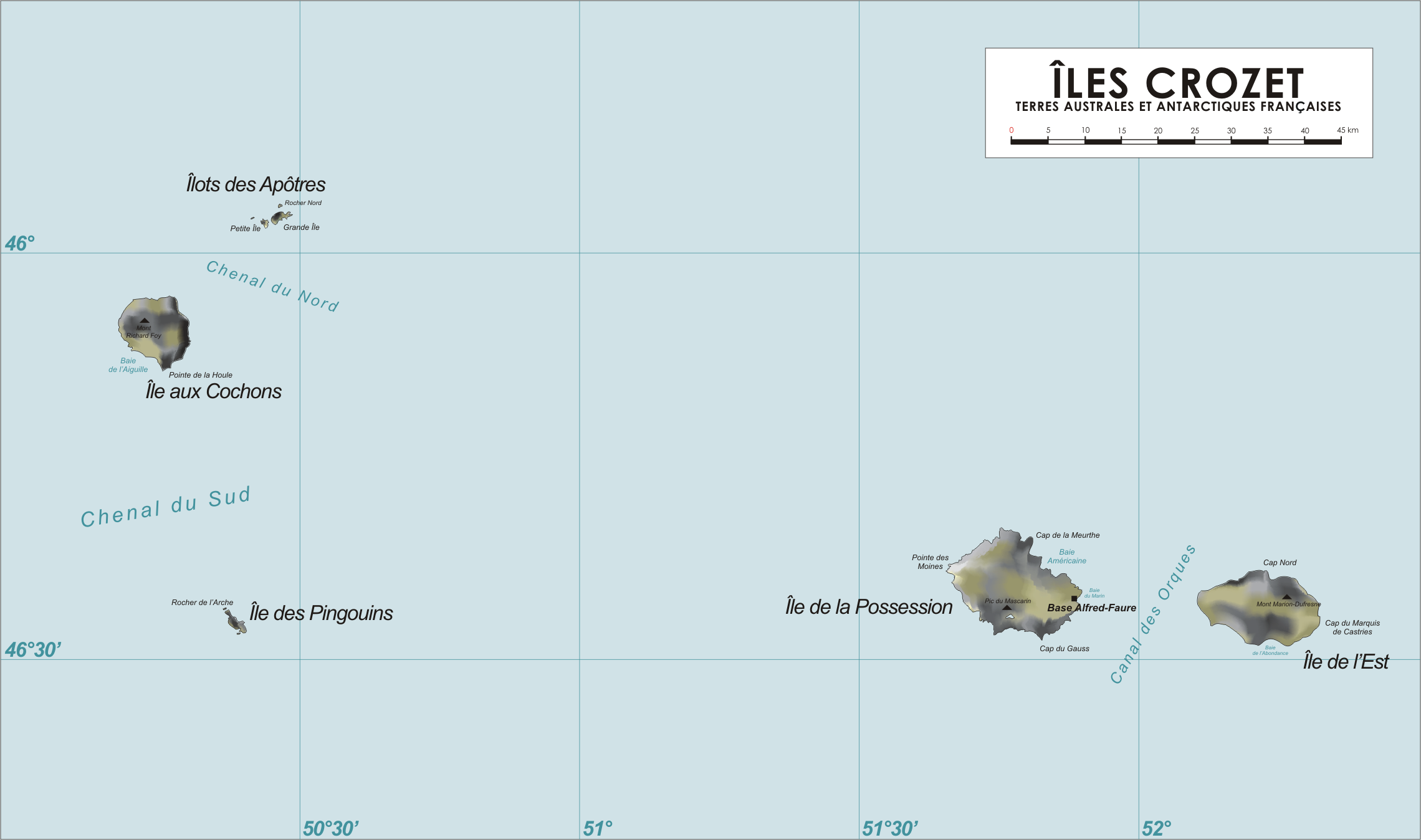
1772: Crozetinseln

- 1772: Der französische Seefahrer Marc-Joseph Marion du Fresne und sein zweiter Kommandant Jules Crozet entdecken die Crozetinseln im Indischen Ozean.

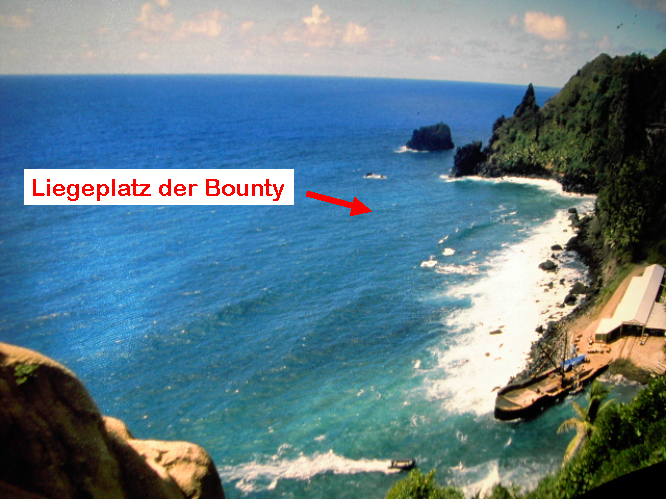
1790: Die Bounty-Bay

- 1790: Wenige Tage nach der Ankunft der Bounty-Meuterer auf Pitcairn setzen diese das Schiff in Brand.
- 1793: Preußen und Russland schließen den Vertrag über die zweite Teilung Polens, mit der das Königreich Polen neuerlich um mehr als die Hälfte seines Staatsgebiets reduziert wird.
- 1799: Eine französische Armee unter Jean-Étienne Championnet erobert im Zweiten Koalitionskrieg nach harten Gefechten Neapel, die Hauptstadt des Königreichs beider Sizilien.
- 1874: Der Preußische Landtag verabschiedet das Gesetz über die obligatorische Zivilehe. In Preußen ist nunmehr auch die Ehescheidung möglich.
- 1885: Das Unternehmen Robertson & Hernsheim bittet die deutsche Regierung um Reichsschutz für die Karolinen und löst damit den Karolinenstreit aus.

1899: Emilio Aguinaldo

- 1899: In Malolos wird von der Revolutionsbewegung Katipunan die Erste Philippinische Republik ausgerufen. Der Revolutionsführer Emilio Aguinaldo wird als Staatspräsident vereidigt. Apolinario Mabini wird Ministerpräsident.

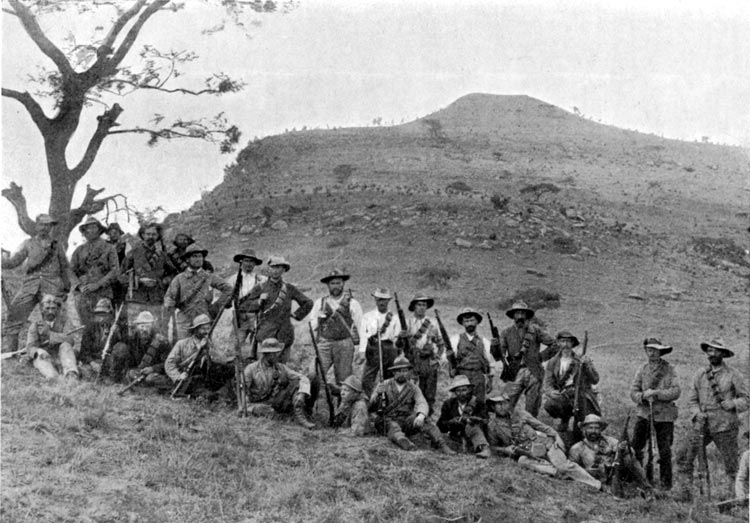
1900: Buren am Spion Kop

- 1900: In der Nähe der von den Buren besetzten Stadt Ladysmith in der britischen Kapkolonie in Südafrika beginnt die Schlacht von Spion Kop im Zweiten Burenkrieg mit einem Angriff der Briten unter Charles Warren.
- 1913: Im Osmanischen Reich findet ein Militärputsch der Jungtürken unter Führung Enver Paschas statt.
- 1915: John Chilembwe beginnt mit 200 Anhängern in Nyassaland (heute Malawi) einen antikolonialen Aufstand, der nach zwei Tagen scheitert.
- 1919: Der Polnisch-Tschechoslowakische Grenzkrieg um das Olsagebiet beginnt.
- 1928: Auf den Färöern wird die sozialdemokratische Partei Javnaðarflokkurin („Gleichheitspartei“) gegründet.
- 1930: In Thüringen kommt es mit der Baum-Frick-Regierung erstmals zu einer Regierungsbeteiligung der NSDAP in einem deutschen Bundesstaat.
- 1937: In Moskau beginnt im Rahmen von Stalins Großem Terror der zweite der Moskauer Prozesse gegen Karl Radek und weitere 16 führende Kommunisten, die beschuldigt werden, mit Leo Trotzki ein Komplott gegen den sowjetischen Diktator Josef Stalin geschmiedet zu haben.

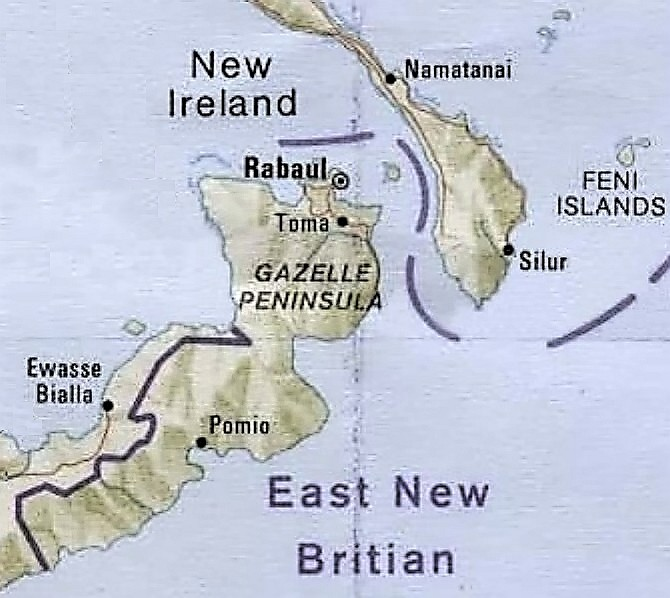
1942: Lage von Rabaul

- 1942: Rabaul an der Nordostspitze Neubritanniens wird von den Japanern eingenommen und in den Folgejahren als wichtigster Festungsstützpunkt des Pazifikkriegs ausgebaut
- 1943: Das letzte deutsche Flugzeug verlässt im Zweiten Weltkrieg das von der Roten Armee eingekesselte Stalingrad.
- 1943: Britische Einheiten nehmen im Zweiten Weltkrieg die libysche Stadt Tripolis ein, die von den Truppen der deutsch-italienischen Achsenmächte nicht mehr gehalten werden kann.
- 1958: In Venezuela wird der das Land diktatorisch regierende Präsident Marcos Pérez Jiménez durch einen zweitägigen Generalstreik gestürzt.
- 1968: Das US-amerikanische Spionageschiff Pueblo wird von der nordkoreanischen Marine geentert, da es sich angeblich in nordkoreanischen Hoheitsgewässern befindet. Die Besatzungsmitglieder werden verhaftet.
- 1977: In Neu-Delhi schließen sich vier Oppositionsparteien zur Janata Party zusammen, um gemeinsam der Kongresspartei unter Premierministerin Indira Gandhi bei der anstehenden Parlamentswahl gegenüberzutreten.
- 1981: Südkoreas Machthaber Chun Doo-hwan begnadigt den im Zusammenhang mit dem Gwangju-Aufstand zum Tode verurteilten Kim Dae-jung.

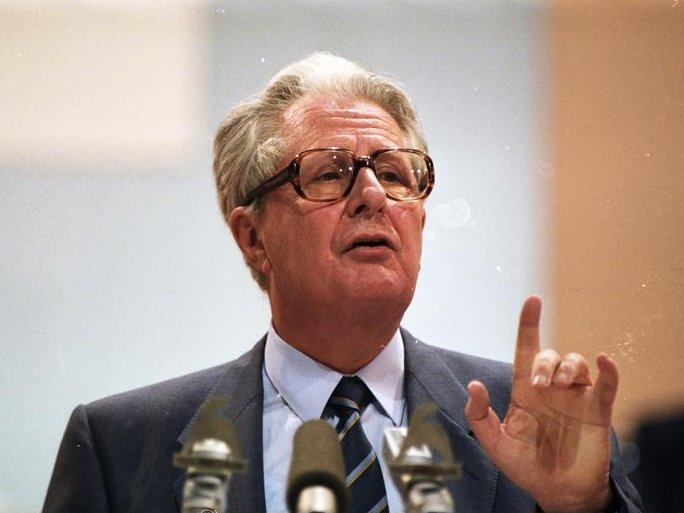
1981: Hans-Jochen Vogel

- 1981: Das Abgeordnetenhaus von Berlin wählt Bundesjustizminister Hans-Jochen Vogel für den zurückgetretenen Dietrich Stobbe zum Regierenden Bürgermeister. Vogel kündigt baldige Neuwahlen an.
- 1993: In Wien findet in Reaktion auf das von der FPÖ initiierte Volksbegehren Österreich zuerst das von der Menschenrechtsorganisation SOS Mitmensch organisierte „Lichtermeer“ statt.
- 1996: Mit der Wahl Waltraud Klasnics durch Steiermarks Landtag wird erstmals eine Frau Landeshauptmann eines österreichischen Bundeslandes.

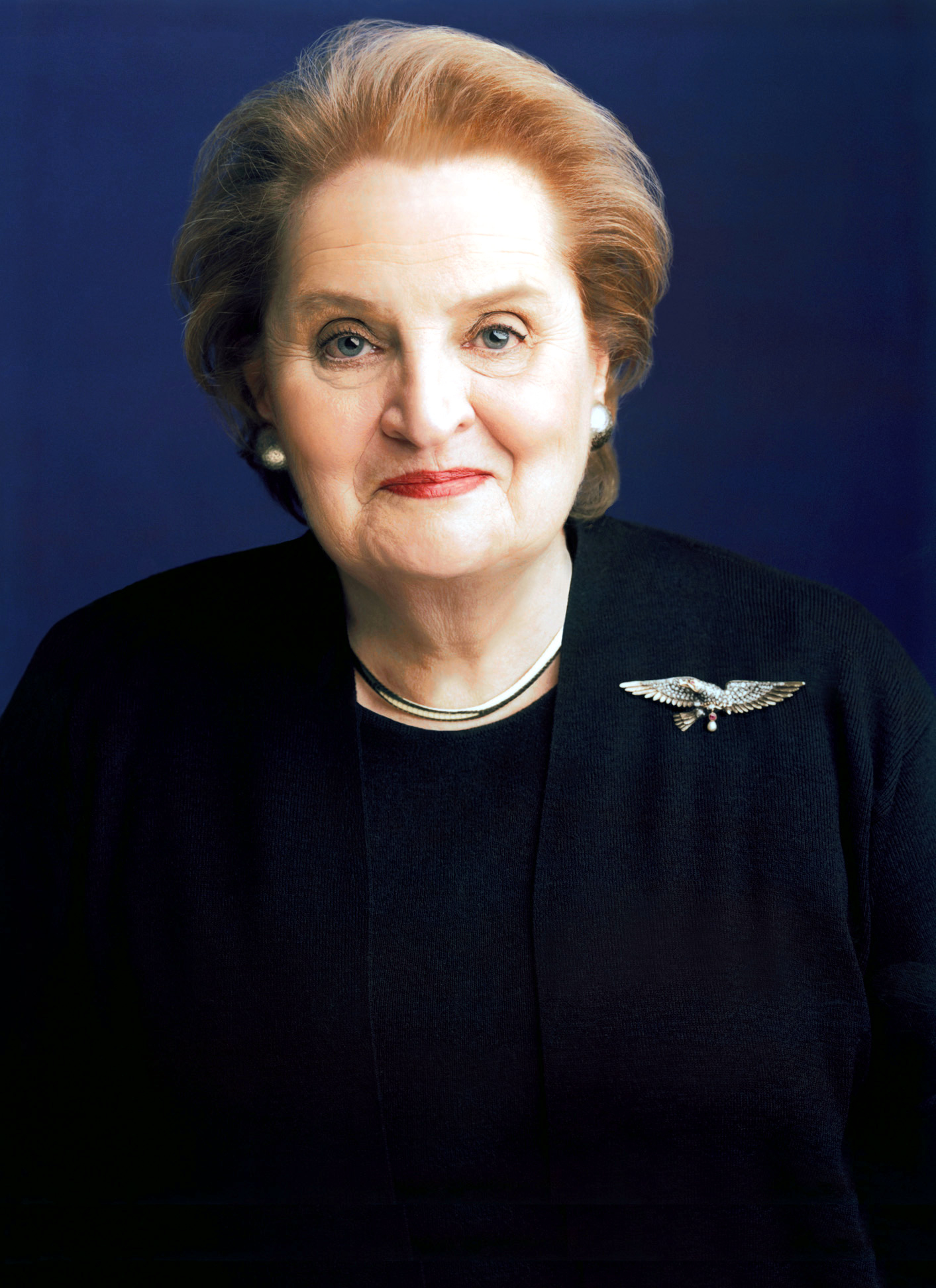
1997: Madeleine Albright

- 1997: Madeleine Albright wird die erste Außenministerin der USA im Kabinett des demokratischen US-Präsidenten Bill Clinton.
- 2000: Wrackteile des seit über 50 Jahren über den Anden vermissten Flugzeugs Star Dust wurden gefunden, dessen letzter Funkspruch Rätsel aufgegeben hat.
- 2002: Im pakistanischen Karatschi wird der für das Wall Street Journal tätige US-Journalist Daniel Pearl entführt und wenig später ermordet.
- 2005: Wiktor Juschtschenko wird nach monatelanger Krise im Zuge der Präsidentschaftswahlen als Präsident der Ukraine vereidigt.

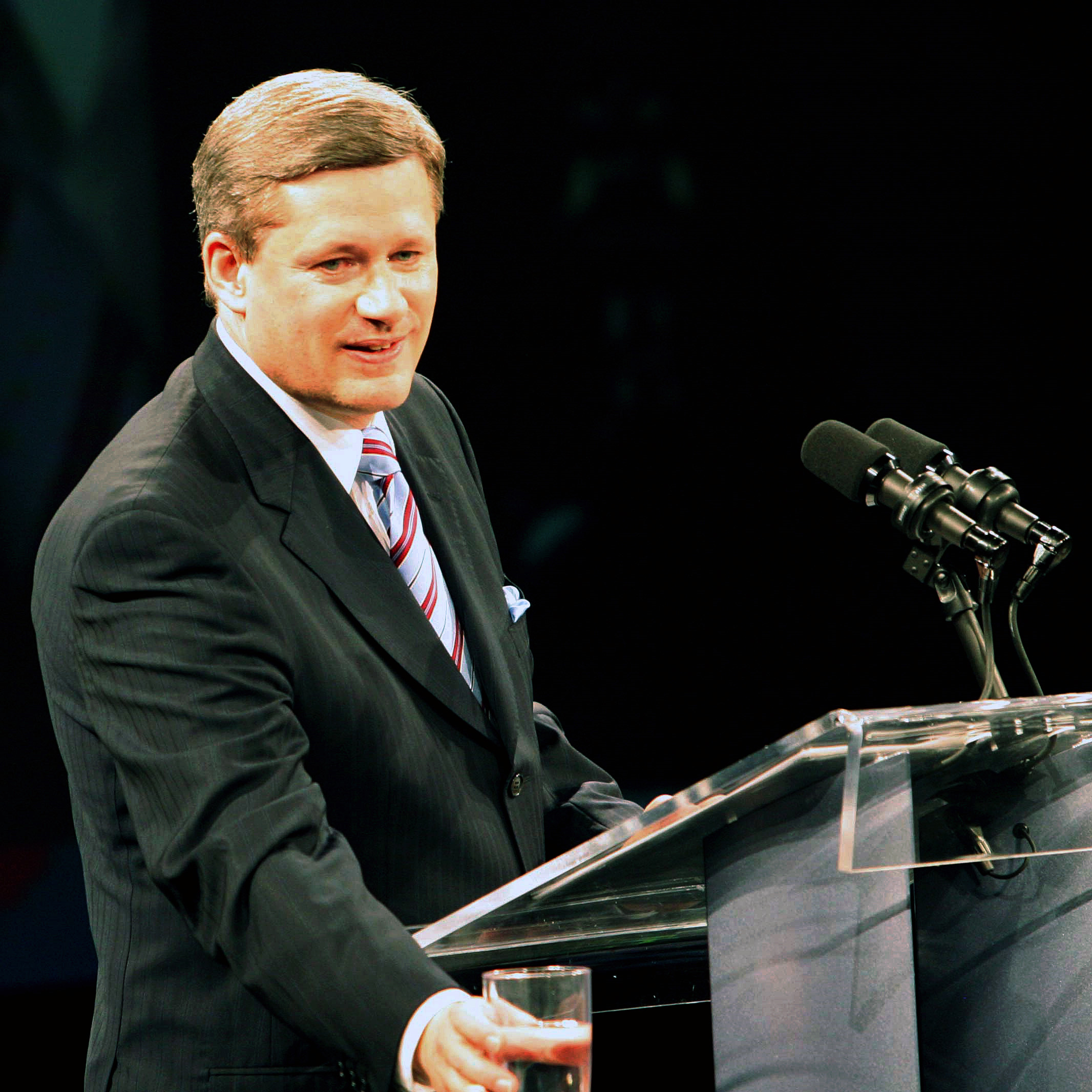
2006: Stephen Harper

- 2006: Die Konservative Partei unter Stephen Harper gewinnt die vorgezogenen Parlamentswahlen in Kanada und wird stärkste Partei, sie verfehlt jedoch die absolute Mehrheit gegen die Liberalen unter Premierminister Paul Martin, die Neue Demokratische Partei und den separatistischen Bloc Québécois.
- 2020: Sicherheitskräfte verriegeln den Bahnhof Hankou in Wuhan, es ist weltweit der erste Lockdown der zu dieser Zeit entstehenden COVID-19-Pandemie.

### Wirtschaft

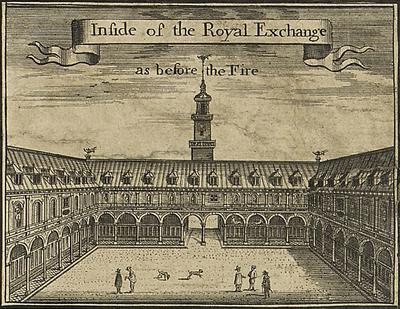
1571: Royal Exchange

- 1571: Königin Elisabeth I. eröffnet mit der Royal Exchange die mit Mitteln des Kaufmanns Thomas Gresham errichtete erste Börse in London.
- 1710: Ein Dekret Augusts des Starken verfügt die Errichtung der Königlich-Polnischen und Kurfürstlich-Sächsischen Porzellanmanufaktur in Meißen unter der Leitung von Johann Friedrich Böttger.
- 1843: Jacob Christoph Rad erhält ein fünf Jahre gültiges österreichisches Privileg auf seine Erfindung der Würfelzuckerpresse. Der Würfelzucker kommt in den Gebrauch.
- 1907: In Berlin wird die Deutsche Kautschuk AG (später: Ekona AG) gegründet. Das Unternehmen betreibt Plantagenwirtschaft, insbesondere den Anbau von Kautschuk, in der deutschen Kolonie Kamerun.
- 1909: Das Kuckucksbähnel, eine Nebenbahn im Pfälzerwald, die von Lambrecht nach Elmstein verläuft, wird eröffnet. Bei der Jungfernfahrt kommt es zu einem Unfall, bei dem angeblich ein Zuschauer getötet wird.
- 1945: Der gesamte Schnellzugverkehr in Deutschland wird wegen des Zweiten Weltkriegs eingestellt. Lediglich die internationalen Züge von Berlin nach Kopenhagen und Prag verkehren bis April weiter.
- 2006: Das britische Mobilfunkunternehmen O₂ plc wird durch die spanische Telefónica übernommen. Die beiden Unternehmen zusammen werden damit zum weltweit viertgrößten Mobilfunkunternehmen.
- 2018: Im schweizerischen Davos beginnt unter dem Motto „Für eine gemeinsame Zukunft in einer zersplitterten Welt“ das bis zum Freitag dauernde 48. Jahrestreffen des Weltwirtschaftsforums mit über 3000 Teilnehmern, darunter 70 Staats- und Regierungschefs.

### Wissenschaft und Technik
- 1803: Die französische Gelehrtengesellschaft Académie des Beaux-Arts entsteht als eigenständiges Institut.

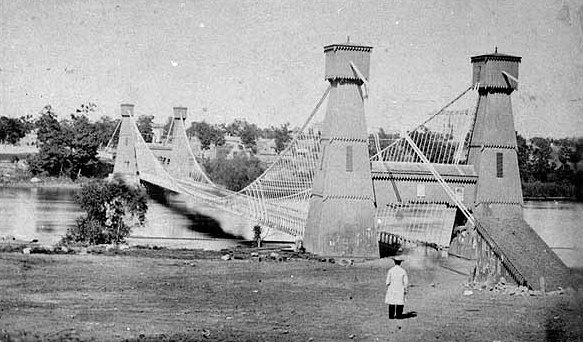
1855: Hennepin Avenue Bridge

- 1855: Die Hennepin Avenue Bridge in Minneapolis ist die erste den Mississippi River überspannende Brücke. Sie wird als mautpflichtiges Bauwerk eröffnet.

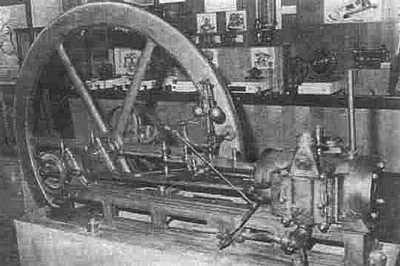
1860: Lenoir Motor

- 1860: Der von ihm erfundene, erste brauchbare Gasmotor wird von Étienne Lenoir vorgeführt.
- 1895: Mit dem norwegischen Polarforscher Carsten Egeberg Borchgrevink setzt am Kap Adare der erste Mensch seinen Fuß auf das antarktische Festland.
- 1896: Vor der Physikalisch-Medizinischen Gesellschaft stellt Wilhelm Conrad Röntgen die von ihm entdeckten X-Strahlen vor. Bei der Vorführung wird Albert von Koellikers Hand als Demonstrationsobjekt verwendet.
- 1909: Das Passagierschiff Republic gerät nach einer Kollision im Nebel mit einem anderen Schiff in Seenot und setzt mit dem Morsezeichen CQD den ersten ferntelegrafischen Notruf ab.
- 1911: Von der Luftschiffhalle in Biesdorf startet das halbstarre Luftschiff Siemens-Schuckert I zu seinem ersten Probeflug.

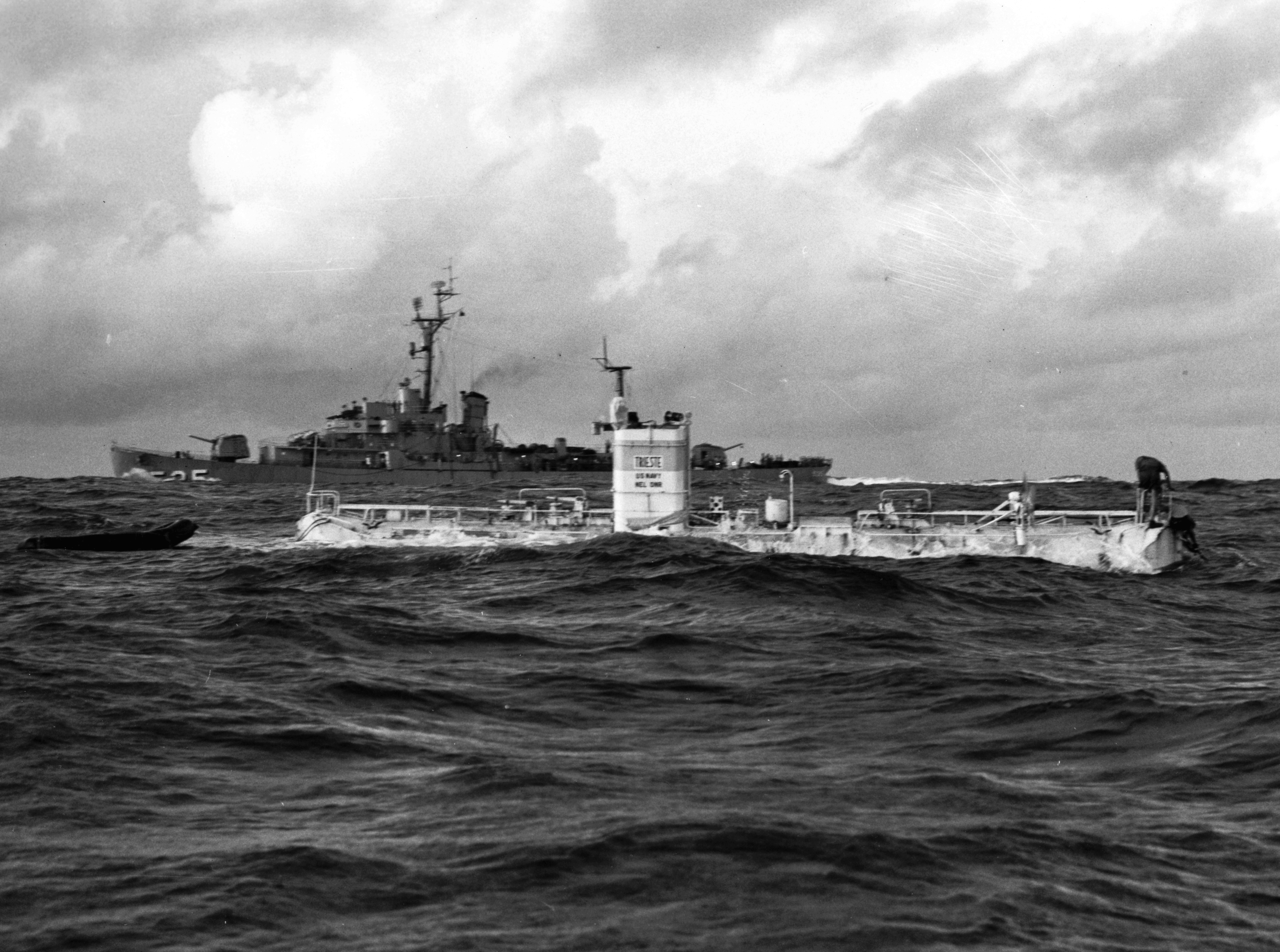
1960: Die Trieste an der Marianenrinne kurz vor dem Eintauchen

- 1960: Die Tiefseeforscher Jacques Piccard und Don Walsh erreichen mit dem U-Boot Trieste das Challengertief des Marianengrabens, das zweittiefste bekannte Meerestief der Erde. Mit 10.740 Meter stellen sie damit einen Tieftauchrekord auf.
- 1970: Mit ITOS-1 startet die NASA den neuesten Satelliten der dritten Generation zur Wetterbeobachtung und Wettervorhersage.

### Kultur
- 1762: Das Theaterstück Viel Lärm in Chiozza von Carlo Goldoni wird in Venetischem Dialekt im Teatro San Luca in Venedig uraufgeführt.
- 1835: In Paris erscheint der erste Band von Alexis de Tocquevilles Werk De la démocratie en Amérique (Über die Demokratie in Amerika). Mit ihm kündigt sich die vergleichende Politikwissenschaft an.
- 1897: Die Uraufführung der melodramatischen Oper Königskinder von Engelbert Humperdinck mit dem Libretto von Elsa Bernstein, die dieses unter dem Pseudonym Ernst Rosmer verfasst hat, findet mit Erfolg am Hoftheater in München statt.
- 1928: Die Besucher der Berliner Piscator-Bühne erleben in Uraufführung Die Abenteuer des braven Soldaten Schwejk, nach dem von Jaroslav Hašek verfassten Roman.
- 1934: Am Teatro Reale in Rom wird die Oper La Fiamma von Ottorino Respighi uraufgeführt.
- 1941: Am New Yorker Neil Simon Theatre wird das Musical Lady in the Dark von Ira Gershwin und Kurt Weill uraufgeführt.
- 1943: Duke Ellington bringt die Uraufführung seines Orchesterwerks Black, Brown and Beige an der Carnegie Hall in New York. Das Stück wird mit gemischten Kritiken aufgenommen und obwohl es von vielen als Meisterwerk des Jazz bezeichnet wird, kürzt Ellington es in der Folge auf etwa die Hälfte.
- 1953: Im Tasmanian Museum and Art Gallery in Hobart wird die Ausstellung French Painting Today eröffnet.
- 1972: Die Maus taucht zum ersten Mal in den Lach- und Sachgeschichten für Fernsehanfänger auf und gibt der Sendung in der Folge ihren Namen.
- 1977: In den USA beginnt die Ausstrahlung der Fernsehserie Roots über einen schwarzen Sklaven und seine Nachfahren, die von 130 Millionen Zuschauern gesehen werden wird.
- 1986: Mit einer feierlichen Zeremonie werden Chuck Berry, James Brown, Ray Charles, Sam Cooke, Fats Domino, The Everly Brothers, Buddy Holly, Jerry Lee Lewis, Elvis Presley und Little Richard als erste Mitglieder in die auf Anregung von Ahmet Ertegün ins Leben gerufene Rock and Roll Hall of Fame aufgenommen.
- 1988: Nirvana nehmen in Seattle innerhalb von wenigen Stunden ihre ersten im Studio produzierten Songs auf.

### Gesellschaft
- 1739: Mit einer Verordnung wird in Norwegen die Volksschulpflicht eingeführt.

1777: Christian Schubart

- 1777: In einer Stube des Klosters Blaubeuren wird der Dichter und Regimekritiker Christian Friedrich Daniel Schubart auf Befehl des württembergischen Herzogs Carl Eugen verhaftet. Schubart wird auf der Festung Hohenasperg zehn Jahre lang zum Objekt einer Umerziehung.

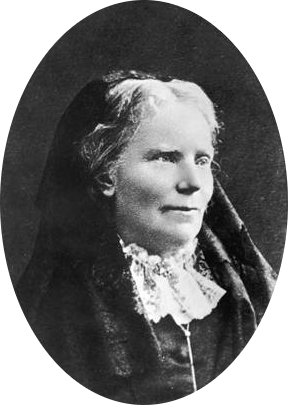
1849: Elizabeth Blackwell

- 1849: Elizabeth Blackwell wird nach ihrer Promotion die erste Ärztin in den USA.
- 1909: Beim Tottenham Outrage kann die britische Polizei zwei lettische Anarchisten verhaften, die zuvor einen Geldtransport überfallen haben. Bei der Aktion kommen jedoch zwei Menschen ums Leben, 27 werden verletzt.

### Religion
- 1123: Friedrich I. von Schwarzenburg, der Erzbischof von Köln stellt die Stiftungsurkunde für das Kloster Kamp der Zisterzienser aus.
- 1656: Der französische Philosoph und Theologe Blaise Pascal verfasst den ersten von insgesamt achtzehn unter einem Pseudonym erscheinenden Lettres provinciales. Er übt humoristisch beißende Kritik an der Methode der Kasuistik und am moralischen Verfall der Jesuiten.
- 1955: Peter Kuhlen wird wegen Zweifeln an der „Botschaft“ des Stammapostels Johann Gottfried Bischoff, dass Jesus noch zu seiner Lebenszeit wiederkehren werde, mit Mitbrüdern und Tausenden von Mitgliedern aus der Neuapostolischen Kirche ausgeschlossen. Am folgenden Tag gründet er daraufhin die Apostolische Gemeinschaft.

### Katastrophen
- 1556: Das Erdbeben in Shaanxi ist das bislang folgenreichste Erdbeben der Menschheitsgeschichte. Die Katastrophe in China fordert schätzungsweise 830.000 Todesopfer.

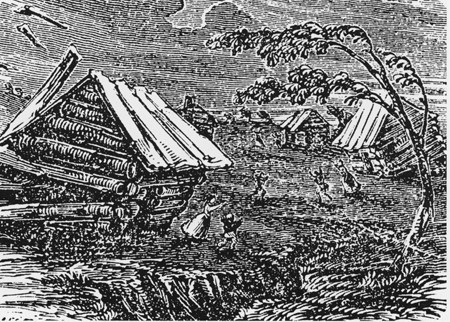
1812: Zeitgenössische Zeichnung des Erdbebens

- 1812: Das New-Madrid-Erdbeben von 1811 hat seinen zweiten Höhepunkt nach dem 16. Dezember 1811 mit einer Stärke von 7 auf der Richterskala.
- 1855: In Wellington kommt es zum Wairarapa-Erdbeben mit einer Stärke von 8,2 und massiven Landhebungen im Stadtgebiet und in der Region.

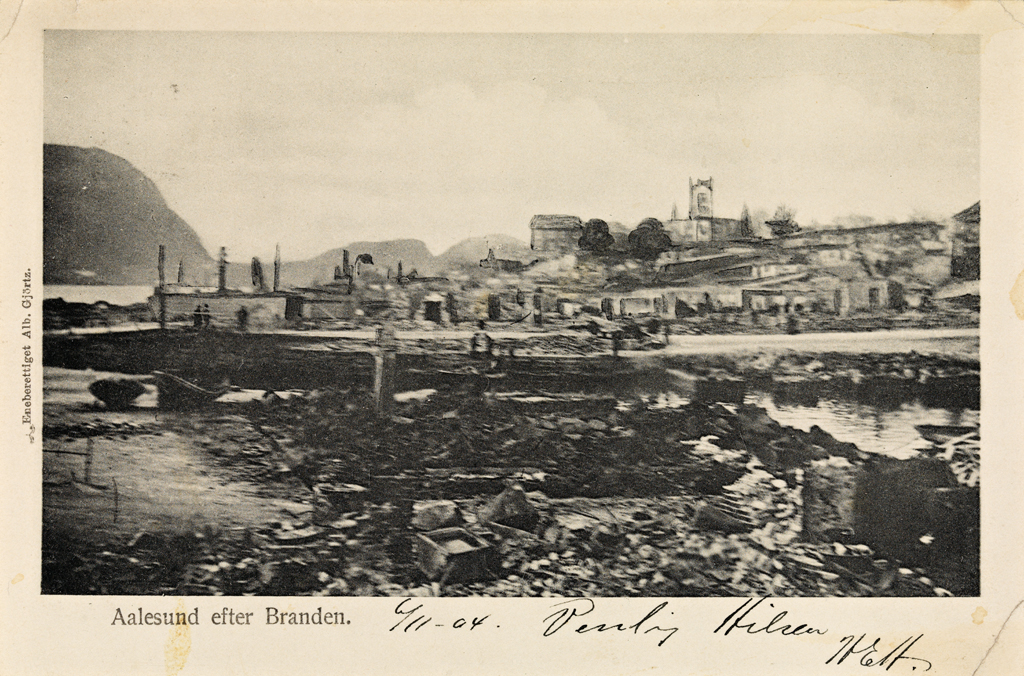
Ålesund nach dem Stadtbrand

- 1904: Eine umgekippte Petroleumlampe in einer Margarinefabrik löst in Ålesund einen Brand aus, der die norwegische Stadt fast vollständig zerstört und 10.000 Menschen obdachlos macht. Kaiser Wilhelm II. schickt vier Schiffe mit Hilfsgütern und unterstützt den Wiederaufbau im Jugendstil.
- 1909: Ein Erdbeben der Stärke 7,3 im Iran fordert ca. 5.500 Tote.
- 1909: Der britische Ozeandampfer Republic der White Star Line kollidiert vor Nantucket im Nebel mit einem anderen Schiff und sinkt, 6 Menschen kommen ums Leben. Sie ist das bis dahin größte verunglückte britische Passagierschiff.
- 1973: Auf der isländischen Insel Heimaey bricht der Vulkan Eldfell aus. Die gesamte Insel muss evakuiert werden, es ist ein Todesfall zu beklagen.

Kleinere Unglücksfälle sind in den Unterartikeln von Katastrophe und in der Liste von Katastrophen aufgeführt.

### Sport
- 2001: Zum ersten Mal gewinnt eine Frau, die deutsche Jutta Kleinschmidt, die Rallye Dakar.
- 2005: Die umgebaute AWD-Arena von Hannover wird mit dem Spiel Hannover 96–Bayer 04 Leverkusen eingeweiht, das 0:3 für die Gäste endet.

Einträge von Leichtathletik-Weltrekorden befinden sich unter der jeweiligen Disziplin unter Leichtathletik.

## Geboren

### Vor dem 18. Jahrhundert

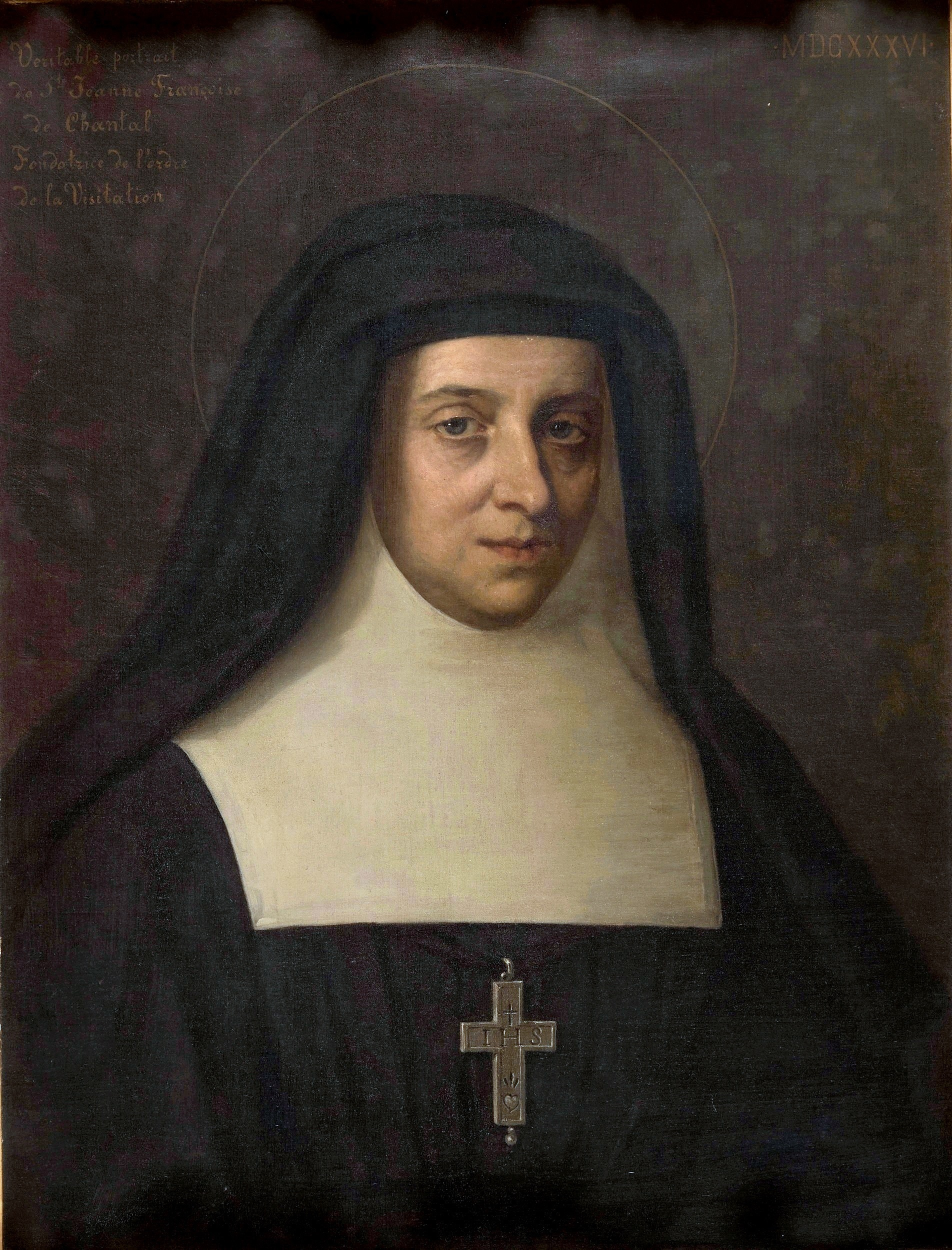
Johanna Franziska von Chantal (* 1572)

- 0336: Hanzei, japanischer Kaiser
- 0599: Tang Taizong, chinesischer Kaiser der Tang-Dynastie
- 1350: Vinzenz Ferrer, valencianischer Dominikaner und Prediger sowie Heiliger der römisch-katholischen Kirche
- 1378: Ludwig III., Kurfürst von der Pfalz
- 1522: Georg Kleefeld, Danziger Bürgermeister
- 1535: Sophie von Brandenburg-Ansbach, Herzogin von Liegnitz
- 1560: Ortolph Fomann der Ältere deutscher Philosoph und Rechtswissenschaftler
- 1572: Johanna Franziska von Chantal, französische Ordensgründerin
- 1579: Marie von Preußen, Markgräfin von Brandenburg-Bayreuth
- 1585: Maria Ward, englische Ordensstifterin
- 1591: Friedrich Casimir, deutscher Adliger, Reichsgraf, Maler und Architekt
- 1595: Hermann Fortunat von Baden, Markgraf von Baden zu Rodemachern
- 1598: François Mansart, französischer Baumeister
- 1600: Alexander Keirincx, flämischer Maler
- 1616: Centurio Wiebel, kursächsischer Hofmaler
- 1629: Adolf von Nassau-Schaumburg, Begründer der kurzlebigen Line Nassau-Schaumburg
- 1635: Johann Gabriel Löbel, deutscher Glashüttenbesitzer und Hammerherr im Erzgebirge
- 1640: Philip Wilhelm von Hornick, deutsch-österreichischer Volkswirtschaftler und Vertreter des Merkantilismus
- 1673: Violante Beatrix von Bayern, Gouverneurin von Siena
- 1674: Dorothea Christina von Aichelberg, deutsche Adelige
- 1683: Christoph Graupner, deutscher Komponist
- 1690: Gottfried Heinrich Stölzel, deutscher Komponist und Musiktheoretiker
- 1693: Georg Bernhard Bilfinger, württembergischer Philosoph, Baumeister, Mathematiker und Theologe
- 1700: Johann Christian Joseph, Erbprinz der Kurpfalz

### 18. Jahrhundert

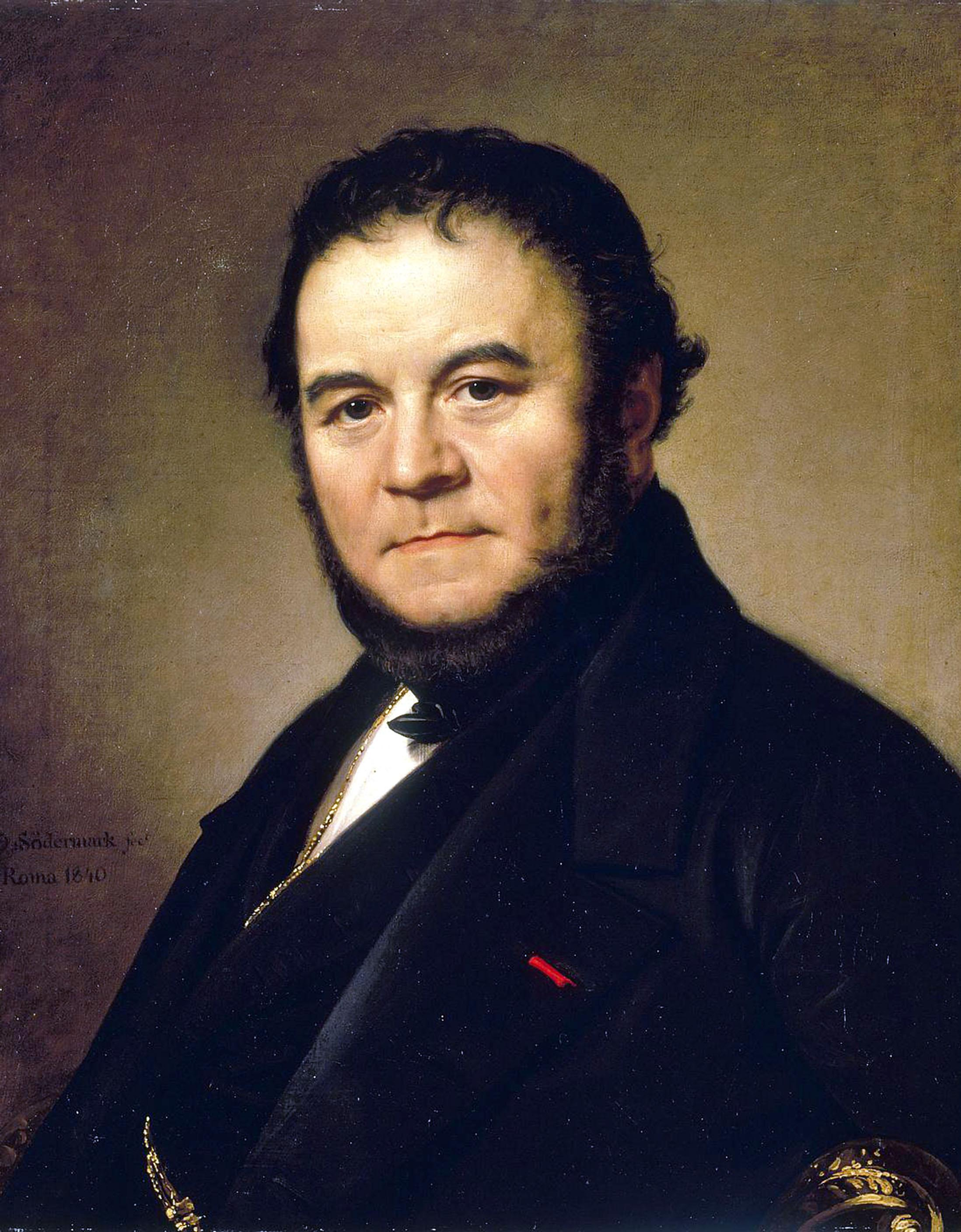
Stendhal (* 1783)

- 1704: Johann Jacob Haid, deutscher Kupferstecher, Schabkünstler, Porträtmaler und Verleger
- 1710: Jacob Langebek, dänischer Historiker
- 1723: Johann Jakob Schalch, Schweizer Maler
- 1729: Johannes le Francq van Berkhey, niederländischer Naturforscher, Dichter und Maler
- 1730: Joseph Hewes, US-amerikanischer Politiker, Unterzeichner der Amerikanischen Unabhängigkeitserklärung
- 1732: Friedrich Wilhelm Utsch, deutscher Erbförster des Mainzer Kurfürsten
- 1734: Wolfgang von Kempelen, österreichisch-ungarischer Universalgelehrter, Erfinder, Schriftsteller und Staatsbeamter
- 1734: François Rozier, französischer Botaniker
- 1737: John Hancock, US-amerikanischer Kaufmann und Präsident des Kontinentalkongresses
- 1739: Franz Anton Xaver Hauser, deutscher Bildhauer
- 1751: Jakob Michael Reinhold Lenz, deutscher Schriftsteller des Sturm und Drang
- 1752: Muzio Clementi, italienisch-britischer Komponist
- 1760: Friedrich Gieße, deutscher Theologe und Mitglied der Deputiertenkammer der Landstände des Herzogtums Nassau
- 1761: Friedrich von Matthisson, deutscher Lyriker und Prosaschriftsteller
- 1762: Christian August Vulpius, deutscher Schriftsteller
- 1767: Jean Lambert Tallien, französischer Revolutionär
- 1768: Franz Antoine, österreichischer Pomologe
- 1770: Georg Heinrich Nöhden, deutsch-britischer Erzieher und Philologe
- 1775: Pietro Colletta, neapolitanischer Kriegsminister
- 1778: Alire Raffeneau-Delile, französischer Botaniker und Arzt
- 1783: Stendhal, französischer Schriftsteller
- 1785: Carl Adolph Agardh, schwedischer Botaniker
- 1786: Friedrich Arnold, deutscher Architekt und Baubeamter
- 1790: Johann Jakob Heckel, österreichischer Zoologe
- 1791: Franz Joseph Hugi, Schweizer Geologe und Alpenforscher
- 1794: Eduard Friedrich Eversmann, deutscher Biologe und Forschungsreisender
- 1795: Ludwig Ferdinand Hesse, deutscher Baumeister und Architekt
- 1796: Jean Reboul, französischer Dichter und Politiker
- 1797: Josef von Miller zu Aichholz, österreichischer Großindustrieller
- 1799: Alois Negrelli von Moldelbe, österreichischer Ingenieur und Pionier des Verkehrsbaus

### 19. Jahrhundert
- 1801: Friedrich Lichtenberg, hessischer Jurist und Politiker
- 1805: Tommaso Vallauri, italienischer Philologe und Professor der Rhetorik
- 1808: Franziska Cornet, deutsche Opernsängerin

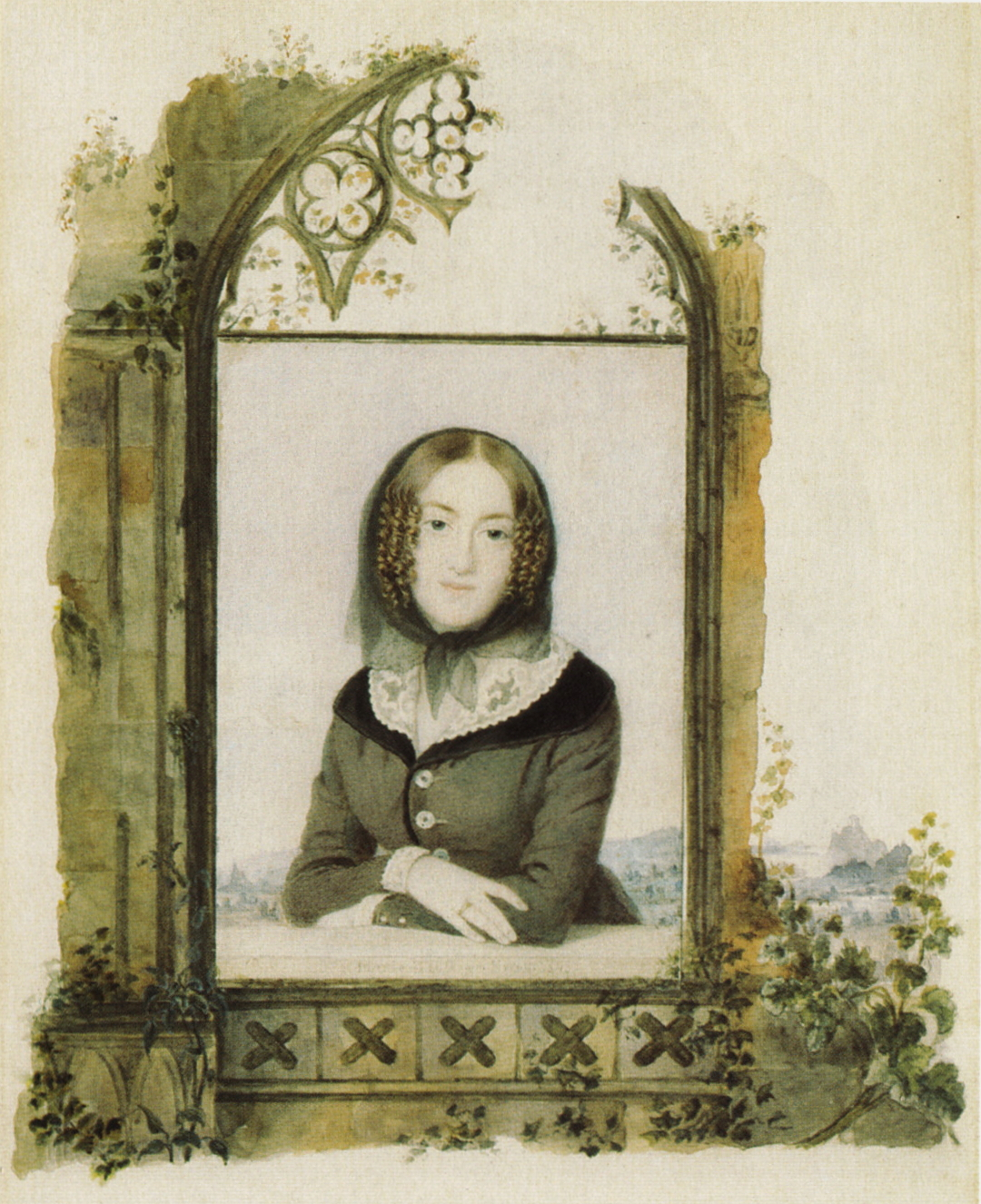
Marie Krafft (* 1812)

- 1812ː Marie Krafft, österreichische Malerin

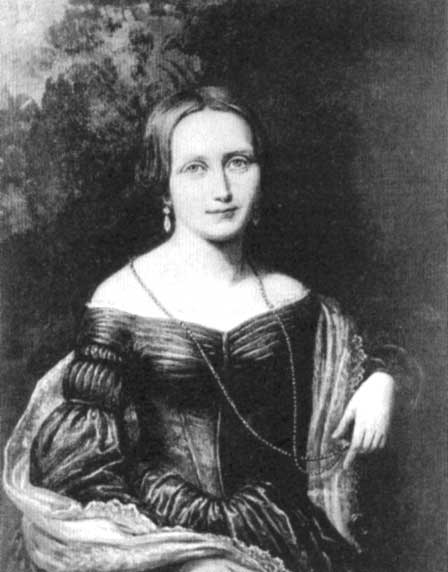
Camilla Collett (* 1813)

- 1813: Camilla Collett, norwegische Schriftstellerin und Frauenrechtlerin
- 1813: Charles Harpur, australischer Dichter
- 1819: Rudolf Swoboda der Ältere, österreichischer Maler
- 1820: Alexander Nikolajewitsch Serow, russischer Komponist
- 1822: Heinrich Brunn, deutscher Archäologe
- 1822: Heinrich Herzog, Schweizer Lehrer und Jugendschriftsteller
- 1824ː Auguste Scheibe, deutsche Schriftstellerin und Übersetzerin
- 1825: Louis Ehlert, deutscher Komponist und Musikkritiker
- 1828: Gustavus Frankenstein, deutschamerikanischer Landschaftsmaler, Mathematiker und Autor
- 1828: Saigō Takamori, japanischer Samurai
- 1829: Antonio Bossi, Schweizer Jurist und Politiker
- 1829: Albert Wessel, Schweizer Jurist und Politiker
- 1830: Gaston de Galliffet, französischer General und Kriegsminister
- 1832: Édouard Manet, französischer Maler
- 1836: Gustav von Oertzen, deutscher Kolonialbeamter
- 1840: Ernst Abbe, deutscher Astronom und Mathematiker, Physiker und Optiker

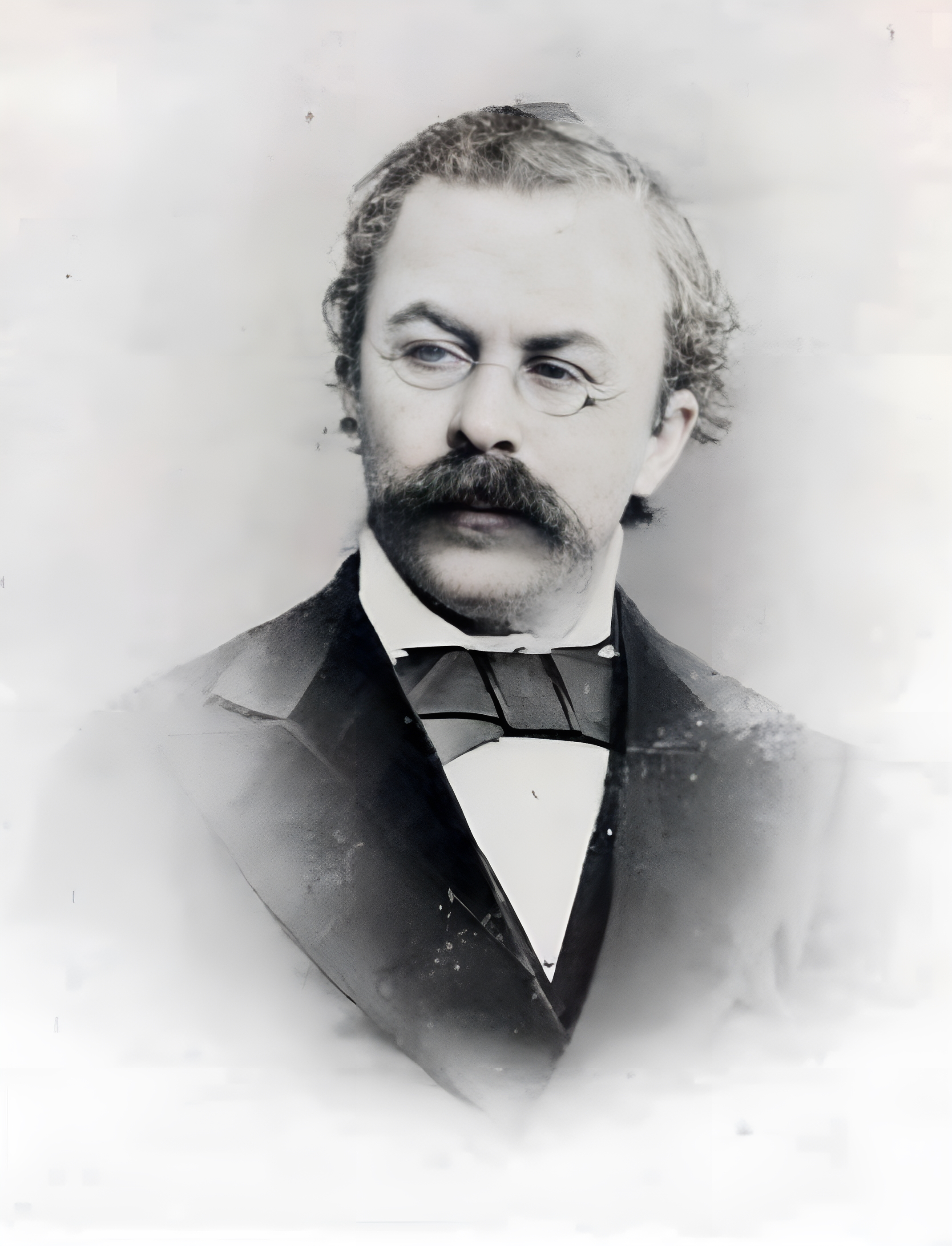
Mychajlo Komarow (* 1844)

- 1844: Mychajlo Komarow, ukrainischer Schriftsteller, Bibliograf, Kritiker, Ethnograph, Übersetzer, Lexikograf und Jurist
- 1846: Theodor Alt, deutscher Maler
- 1851: Ludwig Schupmann, deutscher Professor für Architektur
- 1855: John Moses Browning, US-amerikanischer Erfinder
- 1856ː Margarete von Heinemann, deutsche Landschaftsmalerin und Äbtissin
- 1857: Andrija Mohorovičić, kroatischer Geophysiker, Entdecker der Mohorovičić-Diskontinuität, die Erdkruste und Erdmantel trennt
- 1858: Lisa Wenger, Schweizer Künstlerin
- 1861: František Černý, tschechischer Kontrabassist, Komponist und Musikpädagoge
- 1862: Anton Delbrück, deutscher Psychiater
- 1863: Ferdinand Hidber, Schweizer Schullehrer, Verleger und Politiker
- 1862: David Hilbert, deutscher Mathematiker, gilt als einer der bedeutendsten Mathematiker der Neuzeit (Liste von 23 mathematischen Problemen)
- 1870: William G. Morgan, US-amerikanischer Verkäufer und Sportler, Erfinder des Volleyballs
- 1871: Salvator Issaurel, französischer Sänger und Musikpädagoge
- 1872: Paul Langevin, französischer Physiker
- 1872: Paul Mebes, deutscher Architekt und Architekturtheoretiker
- 1872: Jože Plečnik, slowenischer Architekt
- 1873: Béla Leitersdorfer, ungarischer Architekt
- 1876: Otto Adler, deutscher Gewerkschaftsfunktionär
- 1876ː Marie Frieda Albiez, Schweizer Gründerin einer katholischen Organisation
- 1876: Otto Diels, deutscher Chemiker

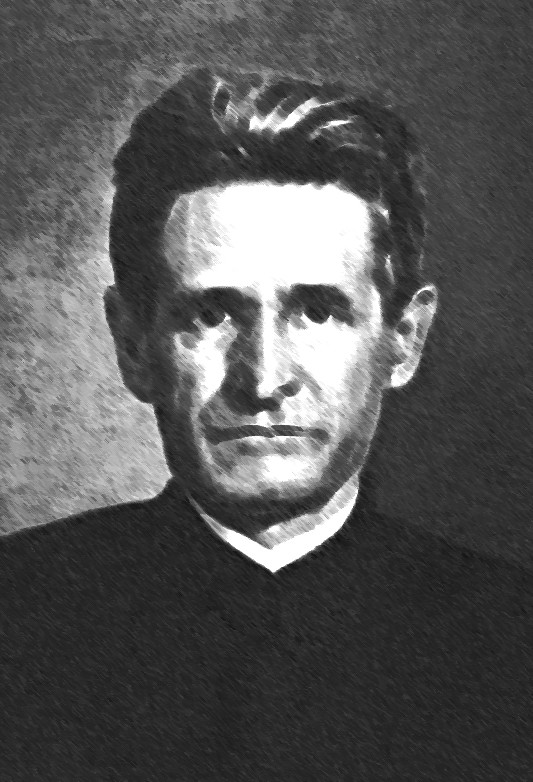
Rupert Mayer (* 1876)

- 1876: Rupert Mayer, deutscher Jesuitenpater und Widerstandskämpfer
- 1878: Edwin Plimpton Adams, Physiker
- 1878: Rutland Boughton, britischer Komponist
- 1878: Harry Steier, deutscher Opernsänger
- 1878: Oton Župančič, slowenischer Schriftsteller
- 1879: Walther Bauersfeld, deutscher Ingenieur und Physiker
- 1879: Harry A. Pollard, US-amerikanischer Schauspieler und Regisseur
- 1880: Antonio Díaz Soto y Gama, mexikanischer Rechtswissenschaftler, Revolutionär
- 1882: Martin Steinke, deutscher Buddhist und Schriftsteller
- 1883: Karl Stanka, deutscher Maler, Zeichner und Chronist
- 1884: George McManus, US-amerikanischer Cartoonist und Comiczeichner
- 1885: Heinrich Oskar Marzell, deutscher Botaniker
- 1885: Bolesław Wallek-Walewski, polnischer Komponist, Dirigent und Musikpädagoge
- 1887: József Reményi, ungarischer Bildhauer und Medailleur
- 1888: Paul Peter Ewald, deutscher Physiker
- 1888: Jerzy Gablenz, polnischer Komponist
- 1888: Bianca Stagno Bellincioni, italienische Sängerin und Schauspielerin
- 1889: Rikard Long, färöischer Dichter und Literaturkritiker
- 1890ː Cora Berliner, deutsche Wirtschaftswissenschaftlerin, Holocaustopfer
- 1892: Michel Doré, französischer Automobilrennfahrer
- 1893: Fritz Baade, deutsch-türkischer Landwirt, Ökonom und Politiker, MdR, MdB
- 1894: Julius Adler, deutscher Politiker
- 1894: Frédéric Théllusson, belgischer Automobilrennfahrer
- 1895: Lorenzo Raimundo Parodi, argentinischer Agraringenieur und Botaniker
- 1896: Charlotte, luxemburgischer Adelige, Großherzogin von Luxemburg
- 1897: Subhash Chandra Bose, indischer Politiker und Widerstandskämpfer
- 1897: Margarete Schütte-Lihotzky, österreichische Architektin
- 1897: Welby Toomey, US-amerikanischer Old-Time-Musiker
- 1897: Ernst Zindel, deutscher Ingenieur und Konstrukteur der JU 52
- 1898: Hermann Arendt, deutscher Politiker
- 1898: Randolph Scott, US-amerikanischer Filmschauspieler
- 1899: Alfred Denning, britischer Richter im House of Lords und am Court of Appeal, Master of the Rolls
- 1899: Glen Kidston, britischer Automobilrennfahrer
- 1899: Karl Panzenbeck, österreichischer Humorist
- 1900: David Hand, US-amerikanischer Animator, Filmregisseur und -produzent
- 1900: Bruno Marek, österreichischer Redakteur und Politiker, Bürgermeister von Wien
- 1900: Hans Sommer, Schweizer Lehrer, Heimatforscher und Kulturhistoriker

### 20. Jahrhundert

#### 1901–1925
- 1901: Richard Bevan Austin, US-amerikanischer Jurist
- 1902: Cecelia Ager, US-amerikanische Filmkritikerin und Journalisten
- 1902: Cläre Schimmel, deutsche Hörspielregisseurin, Schauspielerin und Opernsängerin
- 1902: Charles Van Son, belgischer Ruderer
- 1903: Emil Hass Christensen, dänischer Schauspieler
- 1903: Grigori Wassiljewitsch Alexandrow, sowjetischer Filmemacher
- 1903: Ivan Galamian, persisch-US-amerikanischer Violinpädagoge
- 1903: Marlice Hinz, deutsche Graphikerin
- 1904: Theodor Schaefer, tschechischer Komponist und Musikpädagoge
- 1904: Karl Schlechta, deutsch-österreichischer Nietzsche-Forscher
- 1905: Erich Borchmeyer, deutscher Leichtathlet, Olympiamedaillengewinner
- 1905: Irmgard Mastaglio-Behrendt, deutsche Malerin
- 1905: Erich Neumann, deutsch-israelischer Psychologe und Psychoanalytiker
- 1905: Jesse Thoor, deutscher Schriftsteller
- 1905: Wilhelm Senftleben, deutscher Politiker und Widerstandskämpfer, Bürgermeister von Görlitz
- 1907: Dan Duryea, US-amerikanischer Schauspieler

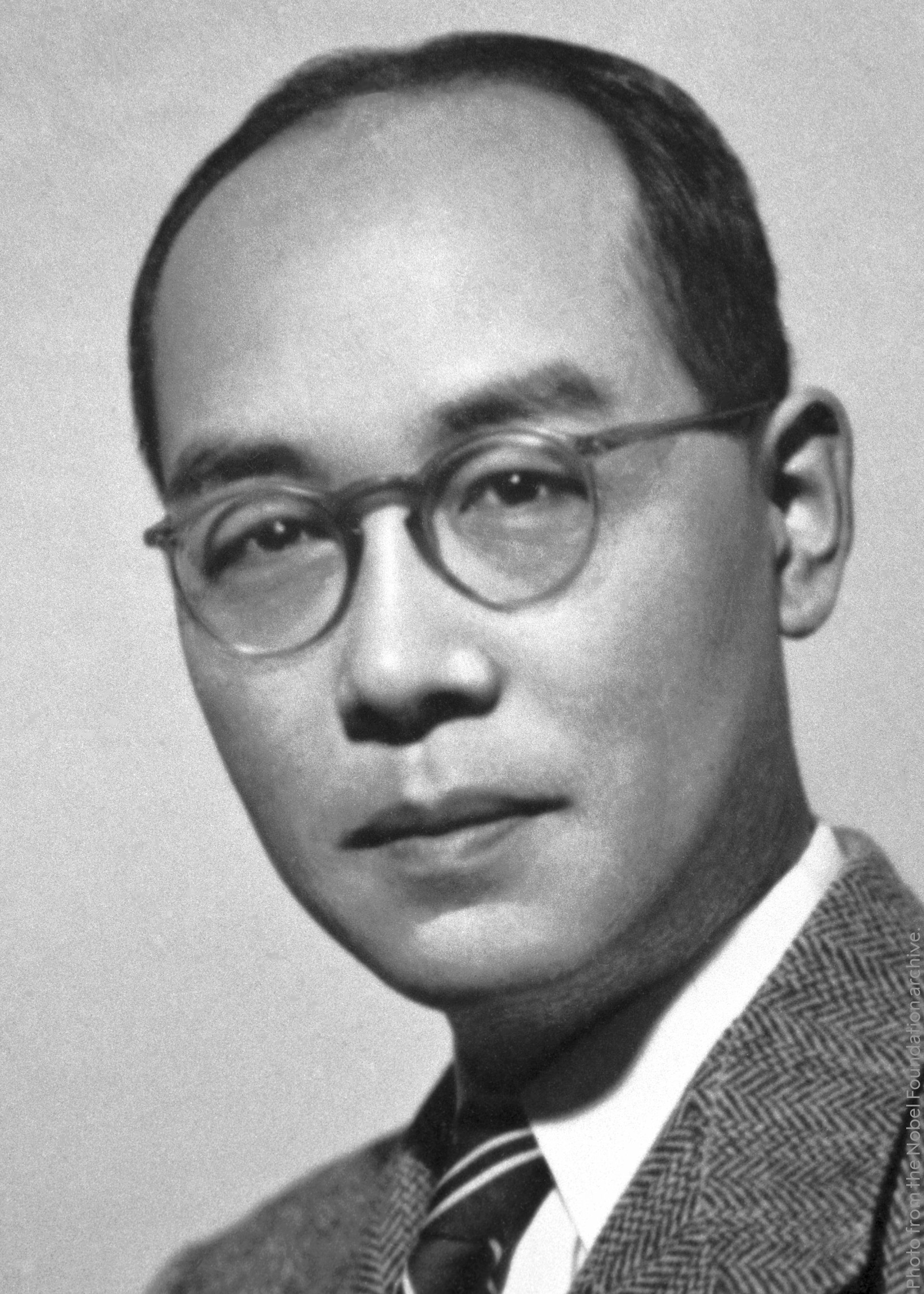
Yukawa Hideki (* 1907)

- 1907: Yukawa Hideki, japanischer Physiker, Nobelpreisträger
- 1909: Tatiana Avenirovna Proskouriakoff, US-amerikanische Altamerikanistin und Illustratorin
- 1910: Paul-Marcel Gauthier, kanadischer Sänger und Komponist
- 1910: Werner Kamenik, deutscher Schauspieler
- 1910: Django Reinhardt, belgisch-französischer Jazzmusiker
- 1910: Irene Sharaff, US-amerikanische Kostümbildnerin
- 1911: Renzo Avanzo, italienischer Dokumentarfilmer
- 1911: Anna Maria Jokl, österreichisch-israelische Schriftstellerin
- 1913: Jean-Michel Atlan, französischer Philosoph, Maler und Illustrator
- 1914: Igor Alexander Caruso, österreichischer Psychologe und Psychoanalytiker
- 1915: Herma Bauma, österreichische Leichtathletin und Handballerin
- 1915: W. Arthur Lewis, britischer Wirtschaftswissenschaftler, Nobelpreisträger
- 1916: David Douglas Duncan, US-amerikanischer Fotograf
- 1917: Lotte Buschan, deutsche Opernsängerin

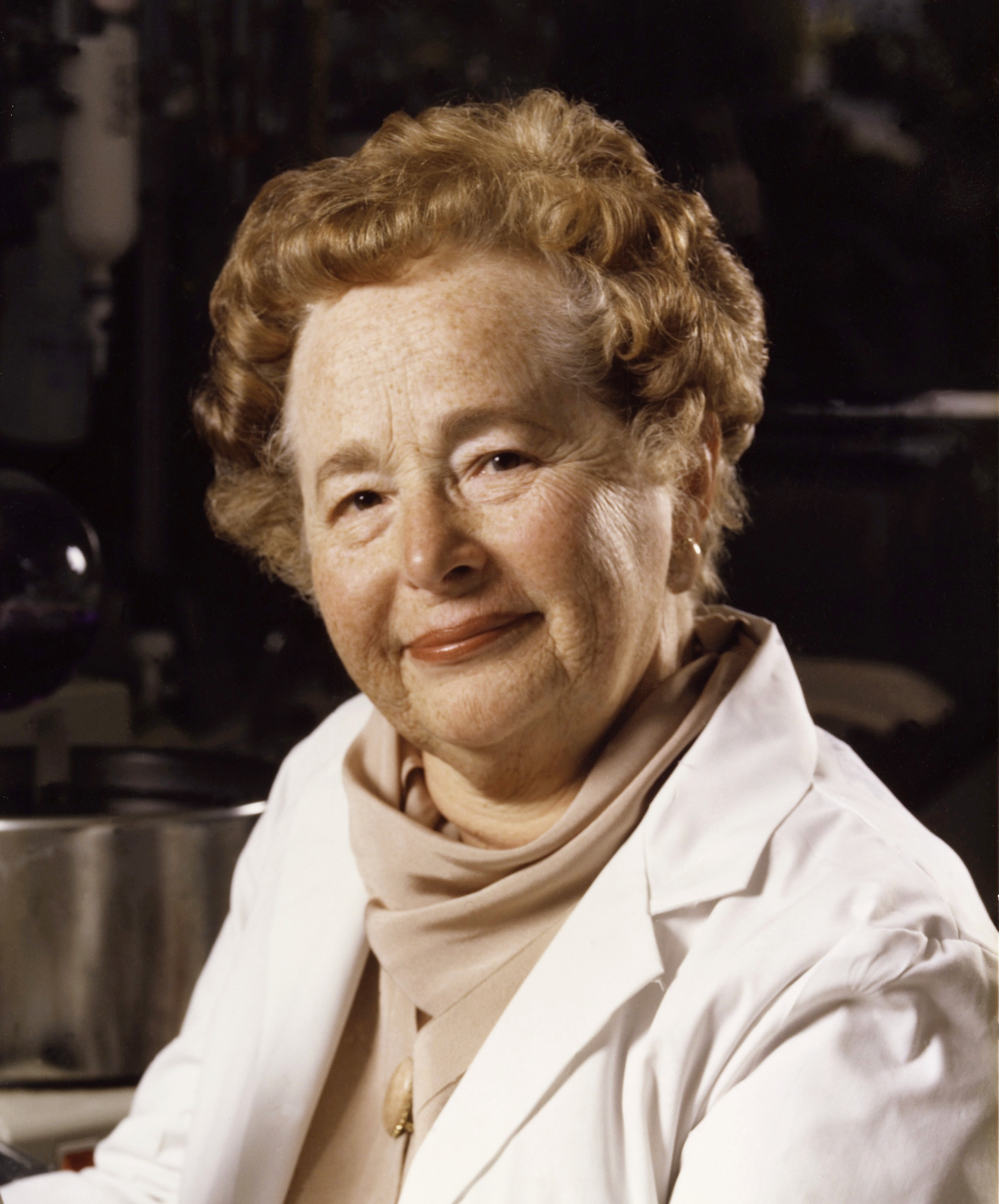
Gertrude Belle Elion (* 1918)

- 1918: Gertrude Belle Elion, US-amerikanische Biochemikerin und Pharmakologin, Nobelpreisträgerin
- 1919: Hans Hass, österreichischer Biologe und Dokumentarfilmer
- 1919: Bob Paisley, englischer Fußballspieler und -trainer
- 1920: Ray Abrams, US-amerikanischer Jazz-Tenorsaxophonist
- 1920: Gottfried Böhm, deutscher Architekt
- 1920: Karl Delorme, deutscher Politiker, MdB
- 1920: Henry Eriksson, schwedischer Leichtathlet, Olympiasieger
- 1920: Philippa Pearce, britische Kinderbuchautorin
- 1921: Marija Gimbutas, litauisch-US-amerikanische Prähistorikerin und Anthropologin
- 1923: Horace Ashenfelter, US-amerikanischer Leichtathlet
- 1923: Alfonsín Quintana, kubanischer Sänger
- 1923: Franz Rieger, österreichischer Schriftsteller
- 1923: Walter M. Miller jr., US-amerikanischer Schriftsteller
- 1924: Jacobo Arenas, kolumbianischer Politiker und Guerillero
- 1924: Eugen Glombig, deutscher Politiker, MdL, MdB
- 1925: Enrique Wirth, argentinischer Moderner Fünfkämpfer

#### 1926–1950
- 1927: Ennio Antonelli, italienischer Boxer und Schauspieler

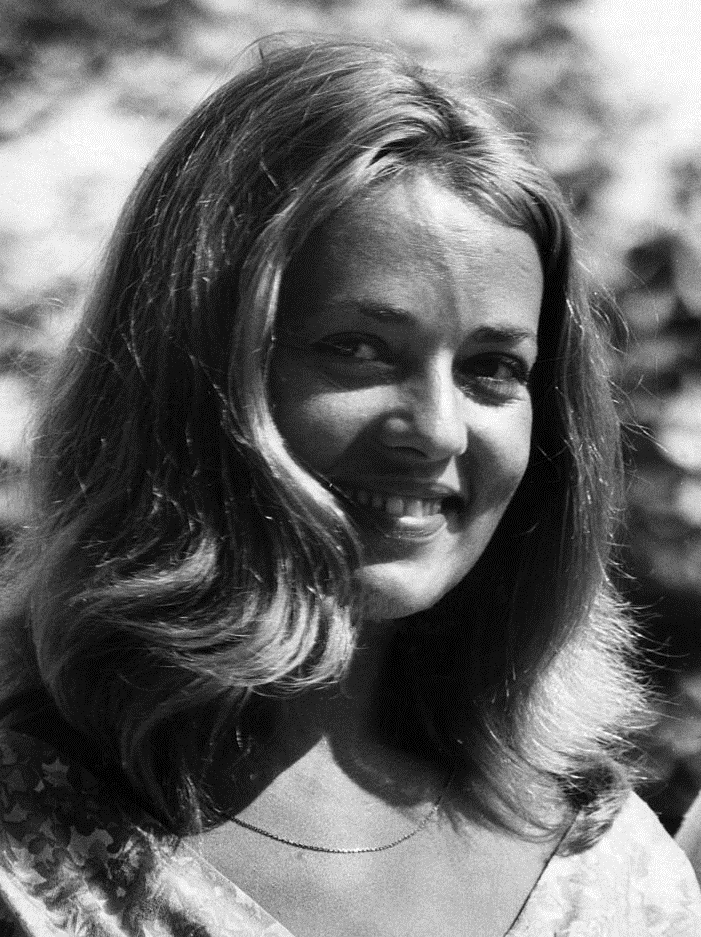
Jeanne Moreau (* 1928)

- 1928: Jeanne Moreau, französische Schauspielerin
- 1928: Käthe Riemann, deutsche Dramaturgin und Autorin
- 1929: Harald Metzkes, deutscher Maler
- 1929: John C. Polanyi, deutsch-kanadischer Chemiker und Physiker
- 1929: Hannelore Valencak, österreichische Schriftstellerin
- 1930: Josef Hügi, Schweizer Fußballspieler
- 1930: Mervyn Rose, australischer Tennisspieler

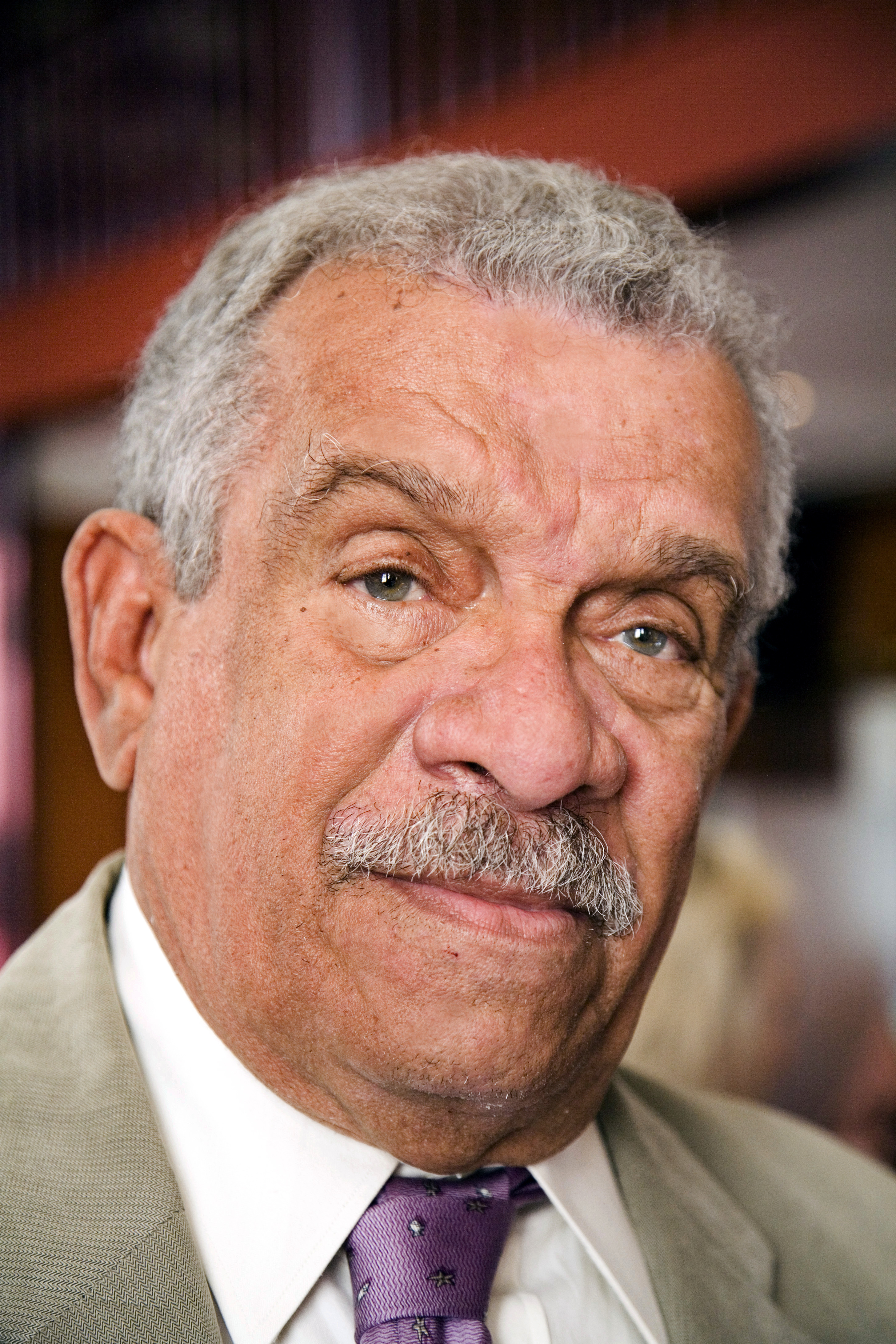
Derek Walcott (* 1930)

- 1930: Derek Walcott, karibischer Dichter und Schriftsteller aus St. Lucia, Nobelpreisträger
- 1930: Jan Wilsgaard, norwegischer Fahrzeugdesigner
- 1930: Teresa Żylis-Gara, polnische Opernsängerin
- 1931: Lorenzo Artale, italienischer Drehbuchautor, Filmregisseur und Schauspieler
- 1932: Rajmund Ambroziak, polnischer Pianist und Dirigent
- 1933: Bill Hayden, australischer Politiker
- 1933: Günther Metzger, deutscher Jurist und Politiker

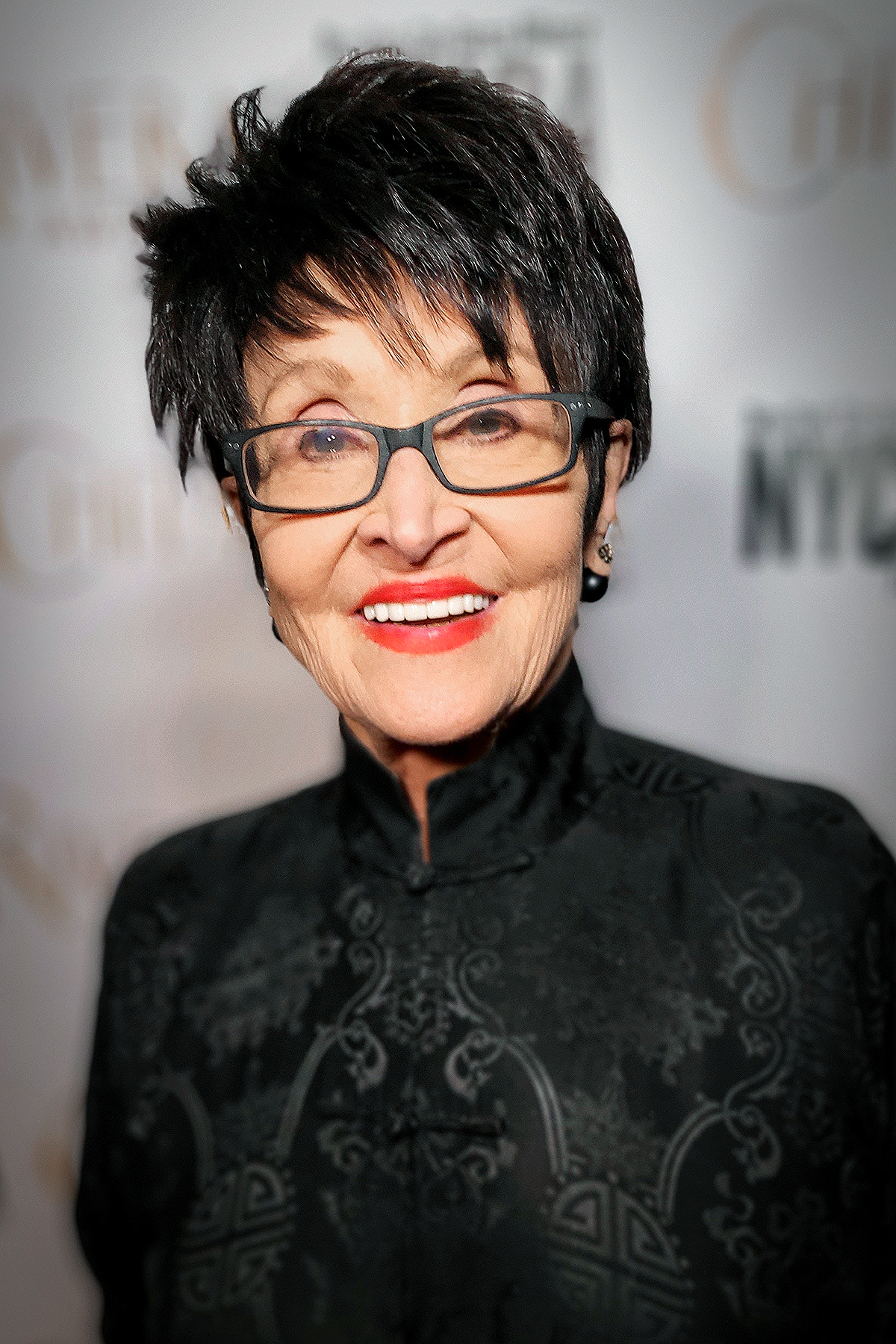
Chita Rivera (* 1933)

- 1933: Chita Rivera, US-amerikanische Schauspielerin und Tänzerin
- 1933: Joel Spiegelman, US-amerikanischer Komponist
- 1934: Raymond Baratto, französischer Fußballspieler
- 1935: Mike Agostini, Sprinter aus Trinidad und Tobago
- 1935: James Gordon Farrell, irisch-britischer Schriftsteller
- 1935: Jerry Tubbs, US-amerikanischer American-Football-Spieler
- 1935: Fred Zander, deutscher Politiker, MdB
- 1936: Jerry Kramer, US-amerikanischer American-Football-Spieler
- 1936: Joachim Pukaß, deutscher Schauspieler und Synchronsprecher
- 1936: Horst Mahler, deutscher Rechtsanwalt, Mitbegründer der RAF, Berufsverbot wegen verfassungswidriger, rechtsextremistischer Betätigung
- 1937: Erwin Vetter, deutscher Politiker, MdL und Landesminister
- 1938: Peter Aniol, deutscher Politiker
- 1938: Georg Baselitz, deutscher Maler und Bildhauer
- 1938: Theo-Ben Gurirab, Premierminister der Republik Namibia
- 1938: Bill Duniven, US-amerikanischer Rock-’n’-Roll-Musiker
- 1939: Sonny Chiba, japanischer Schauspieler
- 1939: Enrico Fissore, italienischer Opernsänger
- 1939: Fred Wah, kanadischer Dichter, Schriftsteller und Hochschullehrer
- 1940: Joe Dowell, US-amerikanischer Pop- und Folksänger
- 1940: Jürgen Grasmück, deutscher Autor von Science-Fiction-Romanen
- 1940: Jörg Hoff, deutscher Generalapotheker
- 1940: Werner Krämer, deutscher Fußballspieler

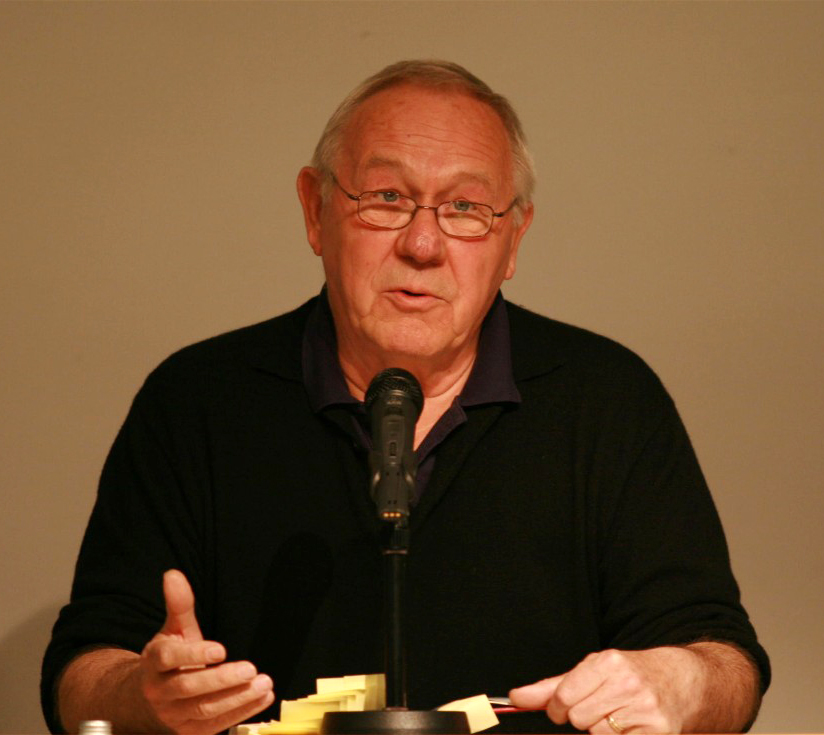
Armin Maiwald (* 1940)

- 1940: Armin Maiwald, deutscher Autor, Regisseur, Moderator und Fernsehproduzent
- 1940: Joanna Miles, US-amerikanische Schauspielerin
- 1940: Egon Oehri, Liechtensteiner Mittelstreckenläufer
- 1940: Johnny Russell, US-amerikanischer Country-Musiker und Songwriter
- 1940: Hans-Peter Stopper, deutscher Fußballspieler
- 1941: Dumeng Giovanoli, Schweizer Skirennläufer, Hotelier
- 1941: Elias Davidsson, deutsch-isländischer Komponist und politischer Autor
- 1941: João Ubaldo Ribeiro, brasilianischer Schriftsteller
- 1942: Wolfgang Abraham, deutscher Fußballspieler
- 1942: Hans Alsér, schwedischer Tischtennisspieler
- 1942: Willy Bogner jr., deutscher Skirennläufer,  Filmemacher, Designer und Unternehmer
- 1943: Gary Burton, US-amerikanischer Jazz-Vibraphonist
- 1943: Gil Gerard, US-amerikanischer Schauspieler
- 1944: Hugo Achugar, uruguayischer Schriftsteller, literarischer Essayist und Dozent
- 1944: Sergei Alexandrowitsch Below, russischer Basketballspieler

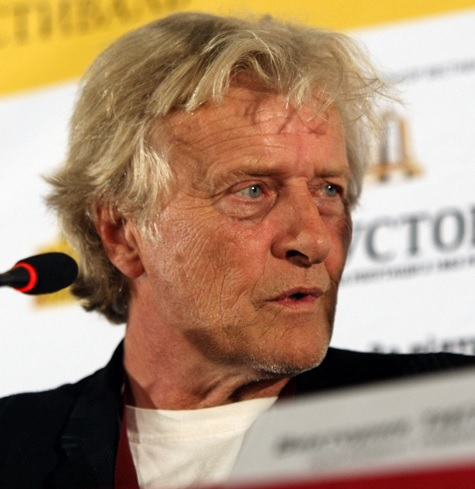
Rutger Hauer (* 1944)

- 1944: Rutger Hauer, niederländischer Schauspieler
- 1944: Walther Konschitzky, Pseudonym Horst Wichland, deutscher Publizist, Fotograf und Ethnograf
- 1944: Gerd Nobbe, deutscher Jurist, Richter am Bundesgerichtshof
- 1945: Renate Kern, deutsche Schlagersängerin
- 1946: Arnoldo Alemán, Staatspräsident von Nicaragua
- 1946: Boris Abramowitsch Beresowski, russischer Unternehmer
- 1946: Fernande Bochatay, Schweizer Skirennfahrerin
- 1946: Silvia Monti, italienische Schauspielerin
- 1946: Rob Stolk, niederländischer Aktivist
- 1946: Don Whittington, US-amerikanischer Automobilrennfahrer
- 1947: Gerhard Bäcker, deutscher Soziologe
- 1947: Jürg Frischknecht, Schweizer Journalist und Schriftsteller
- 1947: Winfried Stöcker, deutscher Mediziner, Wissenschaftler, Erfinder und Unternehmer
- 1947: Megawati Sukarnoputri, Präsidentin von Indonesien
- 1949: Alexander Müllenbach, luxemburgisch-österreichischer Komponist, Dirigent und Pianist
- 1949: Dave Stahl, US-amerikanischer Jazz-Trompeter
- 1949: Gerlinde Stobrawa, deutsche Politikerin, MdL, inoffizielle Mitarbeiterin der DDR-Staatssicherheit
- 1950: Richard Dean Anderson, US-amerikanischer Schauspieler
- 1950: Danny Federici, US-amerikanischer Musiker
- 1950: Luis Alberto Spinetta, argentinischer Rockmusiker

#### 1951–1975
- 1951: Ángela Carrasco, dominikanische Sängerin
- 1952: Dorothee Eberhardt, deutsche Komponistin
- 1952: Henrique da Costa Mecking, brasilianischer Schachmeister und Geistlicher
- 1952: Jaroslav Pouzar, tschechischer Eishockeyspieler
- 1952: Reinhard Saftig, deutscher Fußballtrainer
- 1953: John Luther Adams, US-amerikanischer Komponist
- 1953: Raul Arnemann, sowjetischer Ruderer

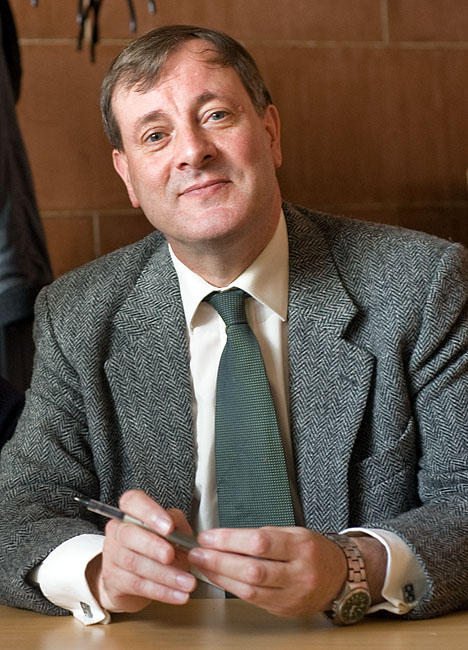
Alister McGrath (* 1953)

- 1953: Alister McGrath, britischer Professor für historische Theologie
- 1953: James D. Thornton, US-amerikanischer Komponist, Euphoniumspieler und Musikpädagoge
- 1953: Antonio Villaraigosa, US-amerikanischer Politiker, Bürgermeister von Los Angeles
- 1953: Christina Viragh, ungarisch-schweizerische Schriftstellerin und Übersetzerin
- 1954: Erwin Moser, österreichischer Kinder- und Jugendbuchautor
- 1954: Rüdiger Schnuphase, deutscher Fußballspieler
- 1955: Bill Miller, US-amerikanischer Musiker
- 1956: Gerald Jatzek, österreichischer Autor und Musiker
- 1956: Larysa Kuzmenko, kanadische Komponistin und Pianistin
- 1956: Eva Lohse, deutsche Juristin und Kommunalpolitikerin
- 1957: Caroline von Hannover, monegassische Prinzessin und Thronfolgerin
- 1957: Paul Steiner, deutscher Fußballspieler
- 1958: Stephan Apel, deutscher Arzt und Sanitätsoffizier
- 1958: Irina Rozowa, litauische Journalistin und Politikerin russischer Herkunft
- 1959: Raimund Becker, deutscher Jurist, Vorstandsmitglied der Bundesagentur für Arbeit
- 1961: Fausto Gresini, italienischer Motorradrennfahrer
- 1961: Claudia van Koolwijk, deutsche Künstlerin und Fotografin
- 1962: David Arnold, britischer Filmkomponist
- 1962: Klaudia Hornung, deutsche Ruderin
- 1962: Hans Pieren, Schweizer Skirennfahrer
- 1962: Richard Roxburgh, australischer Schauspieler
- 1963: Miwa Abiko, japanische Manga-Zeichnerin
- 1963: Thomas Kausch, deutscher Journalist und Fernsehmoderator
- 1963: Gail O’Grady, US-amerikanische Schauspielerin
- 1964: Mariska Hargitay, US-amerikanische Schauspielerin
- 1964: Bharrat Jagdeo, guayanischer Staatspräsident
- 1965: Thomas Adler, deutscher Fußballspieler
- 1965: Marcus Calvin, deutsch-amerikanischer Schauspieler
- 1967: Naim Süleymanoğlu, türkischer Gewichtheber
- 1968: Petr Korda, tschechischer Tennisspieler
- 1968: Matthias Stührwoldt, deutscher Autor
- 1969: Thomas Askebrand, schwedischer Fußballtrainer
- 1969: Thomas Kumm, deutscher Eisschnellläufer
- 1969: Lasse Samström, deutscher Poetry-Slam-Dichter
- 1969: Brendan Shanahan, kanadischer Eishockeyspieler
- 1969: Susen Tiedtke, deutsche Leichtathletin
- 1969: Stefano Zanini, italienischer Radrennfahrer
- 1970: Arijan Komazec, kroatischer Basketballspieler

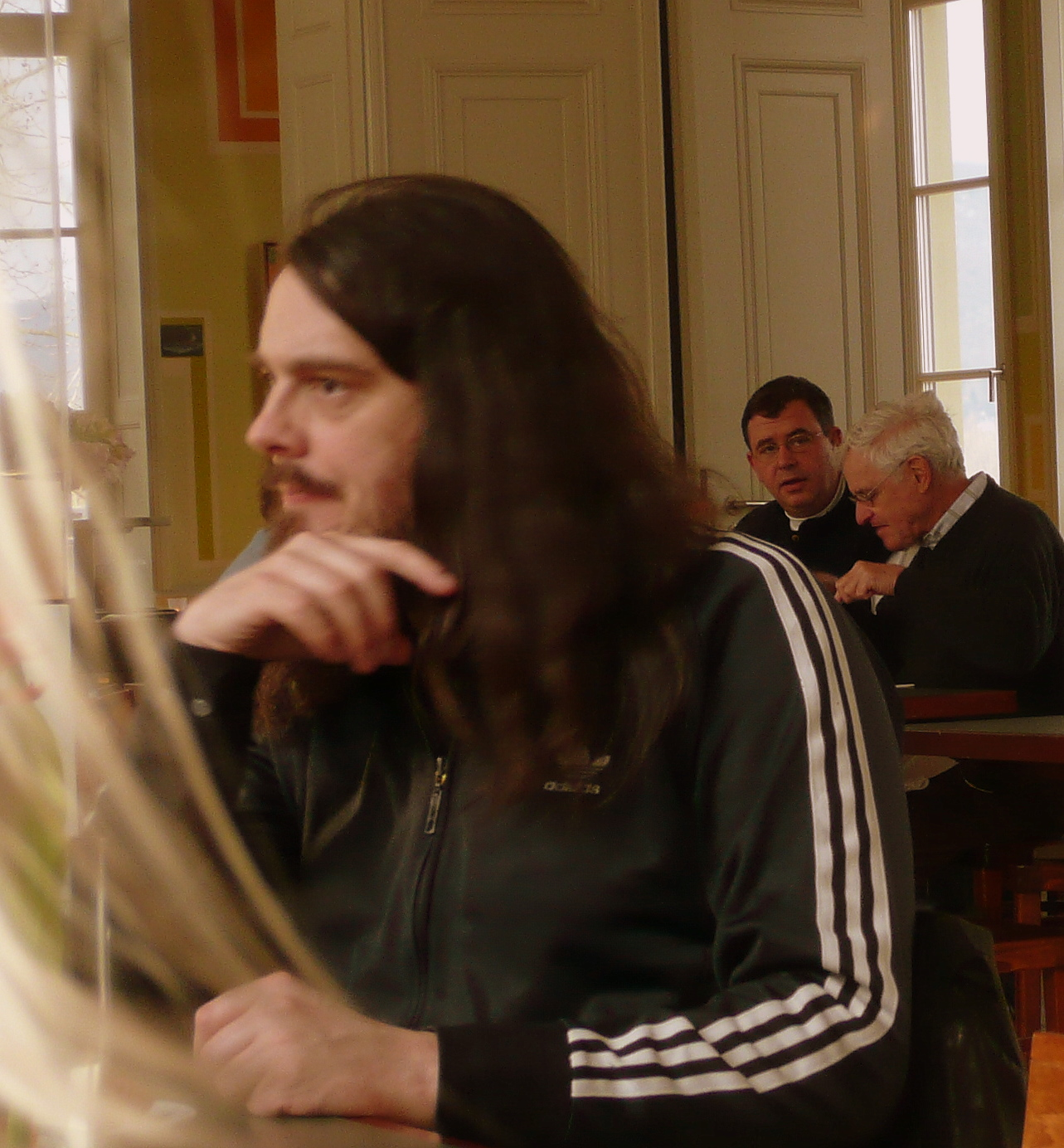
Jonathan Meese (* 1970)

- 1970: Jonathan Meese, deutscher Künstler für Malerei, Skulpturen, Installationen, Performances, Collagen, Videokunst und Theaterarbeiten
- 1970: Moreno Torricelli, italienischer Fußballspieler und -trainer
- 1971: Katja Centomo, italienische Karikaturistin
- 1972: Ewen Bremner, britischer Schauspieler
- 1972ː Léa Drucker, französische Schauspielerin
- 1974: Tiffani Thiessen, US-amerikanische Schauspielerin
- 1975: Tayfun Baydar, deutscher Schauspieler
- 1975: Thomas Brdarić, deutscher Fußballspieler
- 1975: Ingeborg Helen Marken, norwegische Skirennläuferin

#### 1976–2000
- 1976: Malcom Cuming, australischer Dartspieler
- 1976: Carsten Schneider, deutscher Politiker, MdB
- 1976: Alex Wubbels, US-amerikanische Krankenschwester und alpine Skiläuferin
- 1977: Nebojša Golić, bosnischer Handballspieler
- 1978: Markus Dworrak, deutscher Fußballspieler
- 1978: Kikuko Tsumura, japanische Schriftstellerin
- 1979: Nils Jørgen Kaalstad, norwegischer Schauspieler und Musiker
- 1979: Benjamín Noval, spanischer Radrennfahrer
- 1980: Kurt Kittner, US-amerikanischer American-Football-Spieler
- 1981: Julia Jones, US-amerikanische Schauspielerin
- 1981: Gong Ruina, chinesische Badmintonspielerin
- 1982: Karol Bielecki, polnischer Handballspieler
- 1982: Jonathan Bomarito, US-amerikanischer Automobilrennfahrer
- 1982: Oceana, deutsche Popsängerin
- 1982: Andrew Rock, US-amerikanischer Leichtathlet
- 1982: Statik Selektah, US-amerikanischer Hip-Hop-Produzent
- 1983: Markus Edler, österreichischer Fußballspieler
- 1983: Katrin Wolter, deutsche Schauspielerin
- 1984: Jesse Albert, deutscher Schauspieler
- 1984: Dragan Mrđa, serbischer Fußballspieler
- 1984: Arjen Robben, niederländischer Fußballspieler

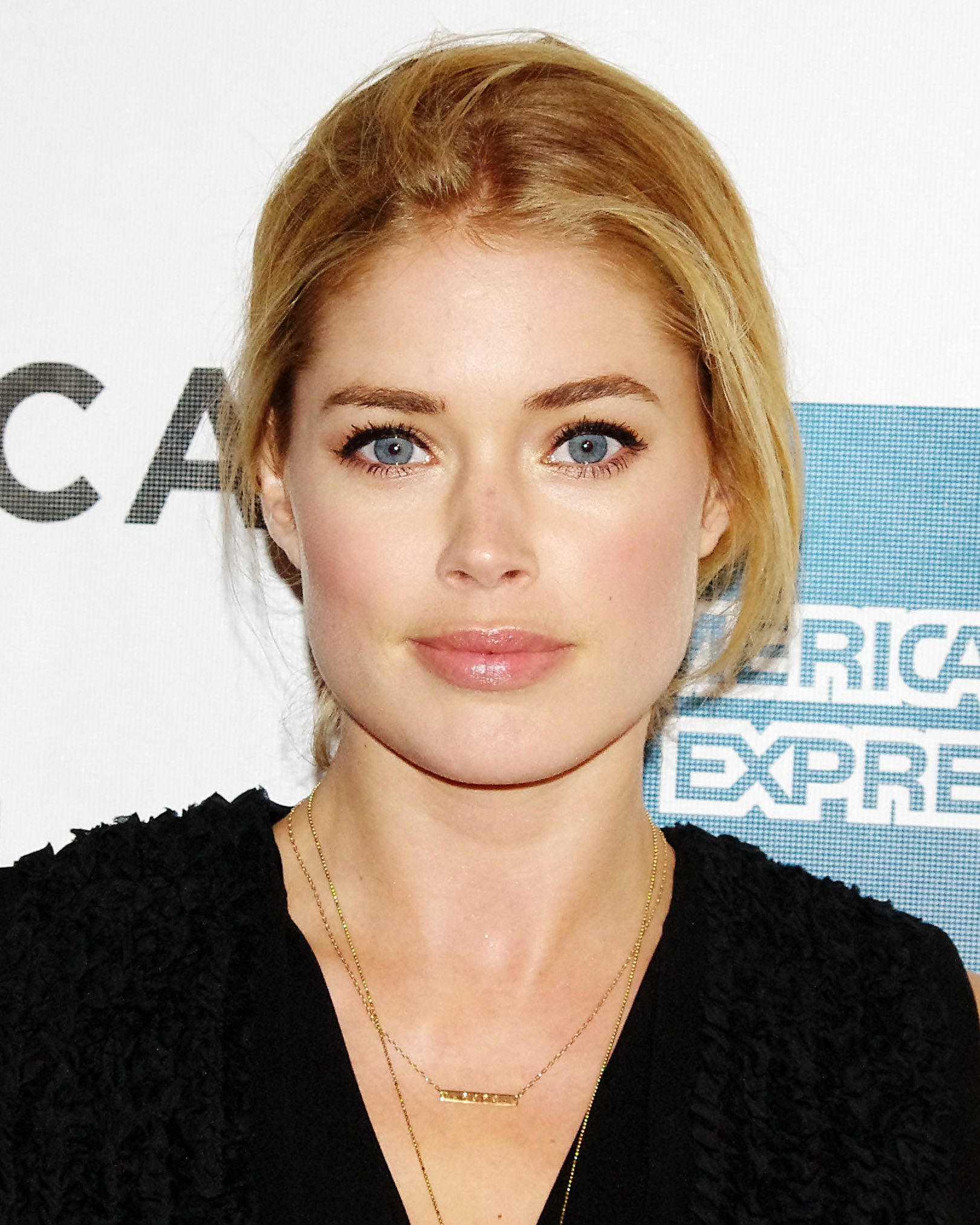
Doutzen Kroes (* 1985)

- 1985: Doutzen Kroes, niederländisches Supermodel
- 1986: Pablo Andújar, spanischer Tennisspieler
- 1986: Natalja Hryhorenko, ukrainische Schachspielerin
- 1986: Sandro Viletta, Schweizer Skirennfahrer
- 1987: Alexander Baumjohann, deutscher Fußballspieler
- 1987: Louisa Nécib, französische Fußballspielerin

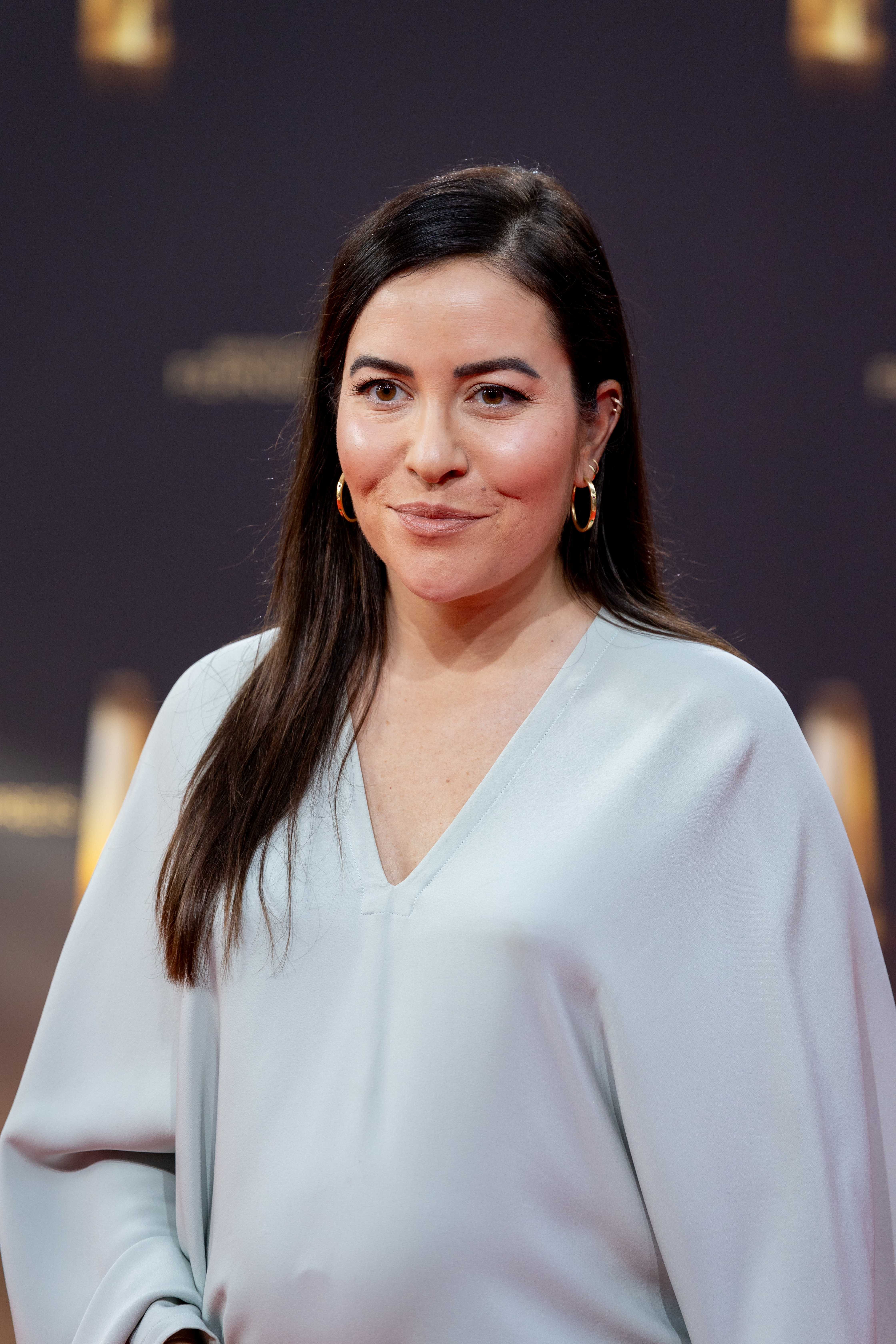
Aline Abboud (* 1988)

- 1988ː Aline Abboud, deutsch-libanesische Journalistin und Fernsehmoderatorin
- 1988: Arnaud Anastassowa, französisch-bulgarischer Fußballspieler
- 1988: Lukas Kiedaisch, deutscher Filmkomponist und Musiker
- 1988: Marc Sand, österreichischer Fußballspieler
- 1989: AlexiBexi, deutscher YouTuber und Webvideo-Produzent
- 1989: James Chester, walisisch-englischer Fußballspieler
- 1990: Şener Özbayraklı, türkischer Fußballspieler
- 1990: Bianca Schmidt, deutsche Fußballspielerin
- 1991: Florian Brügmann, deutscher Fußballspieler
- 1991: Adam Hagenbuch, US-amerikanischer Schauspieler
- 1993: Tobias Schröter, deutscher Handballspieler
- 1994: Jekaterina Larionowa, kasachische Ringerin
- 1994: Samira Marti, Schweizer Politikerin
- 1996: Julia Albrecht, deutsche Schauspielerin
- 1996: Liam Kelly, schottischer Fußballspieler
- 1996: Ruben Loftus-Cheek, englischer Fußballspieler
- 1996: Felix Schröter, deutscher Fußballspieler
- 1997: Steven Da Costa, französischer Karateka
- 1997ː Anna Krafczyk, deutsche Fußballspielerin
- 1997: Toni Kraus, deutscher Sänger, Songwriter und Musikproduzent
- 1997: Victoria Muntean, französische Tennisspielerin
- 1998: XXXTentacion, US-amerikanischer Sänger und Rapper
- 2000: Stina Johannes, deutsche Fußballspielerin

### 21. Jahrhundert
- 2001: Michelangelo Fortuzzi, deutscher Schauspieler
- 2001: Erik Weinhauer, deutscher Fußballspieler
- 2002: Luca Stanga, italienischer Fußballspieler
- 2002: Nicola Zalewski, italienisch-polnischer Fußballspieler
- 2003: Jackson Powers-Johnson, US-amerikanischer American-Football-Spieler

## Gestorben

### Vor dem 16. Jahrhundert
- 0375: Urban von Langres, Bischof von Langres und Autun
- 0667: Ildefons, Erzbischof von Toledo
- 0989: Adalbero von Reims, Erzbischof von Reims
- 1022: Dietrich I., Bischof von Münster
- 1180: Eberhard I. von Berg-Altena, Graf von Altena
- 1187: Sobiesław I., Samboride, Herzog von Ostpommern
- 1218: Wolfger von Erla, Bischof von Passau und Patriarch von Aquileia
- 1220: Bogislaw II., Herzog von Pommern
- 1240: Albert von Pisa, Generalminister des Franziskanerordens
- 1297: Florenz von Hennegau, Fürst von Achaia
- 1312: Isabelle de Villehardouin, Fürstin von Achaia und Morea
- 1324: Fulk Lestrange, 1. Baron Strange of Blackmere, englischer Adeliger
- 1342: Johann I., Graf von Saarbrücken
- 1348: Karl von Durazzo, Herzog von Durazzo
- 1361: Jacob Nielsen Kyrning, Erzbischof von Lund
- 1363: Peter Kröll von Reichenhall, Bischof von Lavant
- 1408: Jutta von Ahaus, Äbtissin im Stift Vreden

### 16. bis 18. Jahrhundert

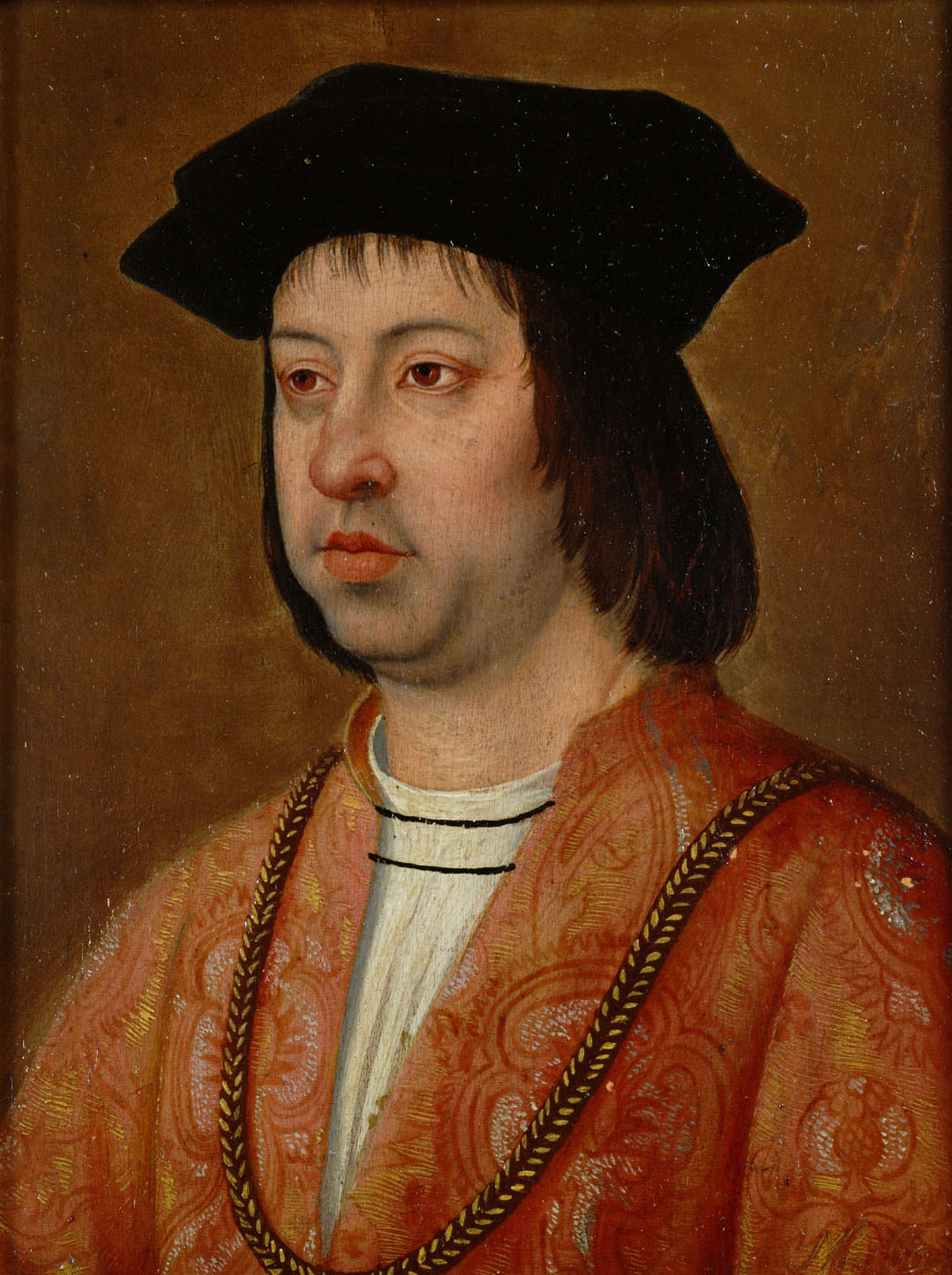
Ferdinand II. von Aragón († 1516)

- 1516: Ferdinand II. von Aragón („der Katholische“), König von Aragonien
- 1541: Gottschalk von Ahlefeldt, letzter katholische Bischof von Schleswig
- 1549: Johannes Honterus, siebenbürgischer Gelehrter, Reformator und Humanist

- 1567: Jiajing, Kaiser von China

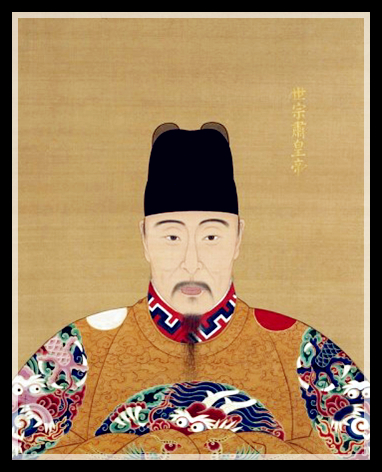
Kaiser Jiajing († 1567)

- 1570: James Stewart, 1. Earl of Moray, schottischer Peer und Regent
- 1572: Johann von Münchhausen, Bischof von Kurland und Ösel-Wiek
- 1582: Jean Bauhin, französischer Arzt
- 1604: Melchior Junius, deutscher Rhetoriker und Humanist
- 1604: Joachim Ulrich von Neuhaus, Burggraf von Karlstein
- 1622: William Baffin, englischer Seefahrer und Entdecker
- 1625: Johann III. von Ostfriesland, Graf von Rietberg
- 1628: Shahriyar, Sohn des Großmoguln Jahangir und Bruder von Shah Jahan
- 1644: David Lindner, deutscher Rechtswissenschaftler
- 1647: Dorothea von Ahlefeldt, Gutsherrin von Kollmar, Drage und Heiligenstedten
- 1662: Johann Kemény, ungarischer Militärführer und Fürst von Siebenbürgen
- 1667: Hieronymus Bauhin, Schweizer Arzt französischer Herkunft
- 1678: Wilhelm von Curti, englischer Diplomat
- 1684: Jan Wijnants, niederländischer Maler
- 1691: Wilhelm Moritz, Fürst von Nassau-Siegen
- 1698: Ernst August, Kurfürst von Hannover und Fürstbischof von Osnabrück
- 1714: Ernst Detlof von Krassow, schwedischer General
- 1729: Ignaz Agricola, deutscher Historiker, Philosoph, Theologe und Jesuit
- 1733: Hermann Friedrich von Hohenzollern-Hechingen, kaiserlicher Generalfeldmarschall
- 1742: Johann Konrad Dreyer, deutscher Tenor und Kantor
- 1744: Giambattista Vico, italienischer Philosoph
- 1746: Peter Zorn, deutscher lutherischer Theologe, Historiker, Gräzist und Hebräist
- 1750: Michael Lilienthal, deutscher lutherischer Theologe und Historiker
- 1751: Lobsang Trashi, tibetischer Haushofmeister und Aufständischer gegen die chinesische Herrschaft
- 1753: Louise Bénédicte de Bourbon, französische Aristokratin, Schriftstellerin und Verschwörerin
- 1757: Joseph III., Patriarch der Chaldäisch-katholischen Kirche
- 1760: Giovanni Antonio Guardi, italienischer Maler
- 1766: William Caslon, britischer Graveur und Schriftentwerfer
- 1767: Christian Friedrich Erndel, königlich-polnischer und kurfürstlich-sächsischer Generalmajor
- 1776: Franz Sebald Unterberger, Südtiroler Maler
- 1789: Frances Brooke, englisch-kanadische Schriftstellerin und Dramatikerin
- 1789: John Cleland, britischer Schriftsteller
- 1789: Dschafar Khan, Herrscher von Persien
- 1791: Carl Heinrich von Heineken, Kunstschriftsteller und -sammler, Direktor des Dresdner Kupferstichkabinetts
- 1795: John Sullivan, US-amerikanischer Politiker, General
- 1800: Edward Rutledge, US-amerikanischer Politiker, Unterzeichner der Unabhängigkeitserklärung
- 1800: Johann Gottlieb Stephanie, österreichischer Schauspieler, Dramatiker und Librettist

### 19. Jahrhundert
- 1803: Arthur Guinness, irischer Bierbrauer, Begründer der Biermarke Guinness
- 1805: Václav Pichl, tschechischer Geiger, Komponist und Musikdirektor

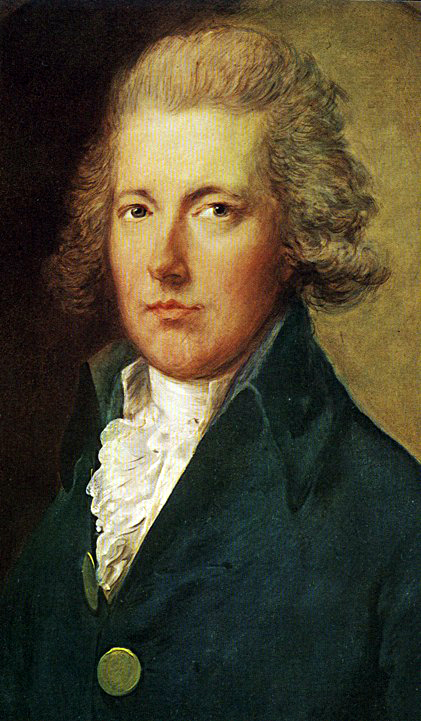
William Pitt († 1806)

- 1806: William Pitt der Jüngere, zweimaliger Premierminister von Großbritannien
- 1808: Friederike Charlotte von Brandenburg-Schwedt, Äbtissin von Herford
- 1810: Jürgen Hinrichsen Angel, deutscher Orgelbauer
- 1810: John Hoppner, britischer Maler
- 1810: Johann Wilhelm Ritter, deutscher Physiker und Philosoph
- 1811: Leonardo Antonelli, italienischer Kurienkardinal
- 1812: Robert Craufurd, britischer General
- 1813: George Clymer, Unterzeichner der Unabhängigkeitserklärung der USA
- 1820: Edward Augustus, Duke of Kent and Strathearn, vierter Sohn von König Georg III.
- 1828: Giuseppe Quaglio, italienischer Maler, Bühnenbildner und Theaterarchitekt
- 1837: John Field, irischer Komponist und Pianist
- 1837: Georg Karl von Sutner, deutscher Beamter
- 1843: Friedrich de la Motte Fouqué, deutscher Dichter der Romantik
- 1844: Franz Pettrich, deutscher Bildhauer
- 1848: Márk Rózsavölgyi, ungarischer Komponist und Geiger
- 1858: Luigi Lablache, italienischer Opernsänger
- 1862: Willem Hendrik de Vriese niederländischer Mediziner und Botaniker
- 1864: Johann Lukas Schönlein, deutscher Mediziner

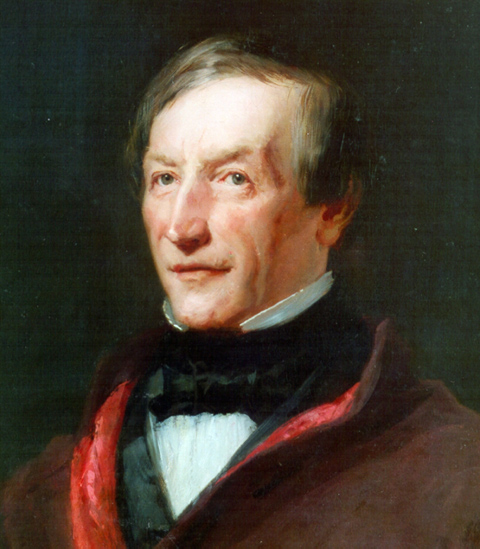
Peter Joseph Lenné († 1866)

- 1866: Peter Joseph Lenné, deutscher Gärtner und Landschaftsarchitekt in Preußen
- 1866: Wilhelm Wachsmuth, deutscher Historiker
- 1868: Heinrich von Brandt, preußischer General der Infanterie
- 1871: Friedrich Anton Wilhelm Miquel, deutscher Botaniker
- 1872: Aline Hundt, deutsche Pianistin, Komponistin, Dirigentin, Klavierpädagogin
- 1878: José María Medina, Präsident von Honduras
- 1879: Adolf Jensen, deutscher Komponist und Musikpädagoge
- 1882: Karl Maria Kertbeny, österreichisch-ungarischer Schriftsteller und Aktivist der Homosexuellenbewegung
- 1883: Gustave Doré, französischer Maler und Graphiker
- 1885: Karl Volkmar Stoy, deutscher Pädagoge
- 1886: Caroline Steiger, deutsche Schauspielerin
- 1888: Adolf zur Lippe-Biesterfeld-Weißenfeld, deutsch-US-amerikanischer Arzt und Pionier der Homöopathie
- 1889: Alexandre Cabanel, französischer Maler

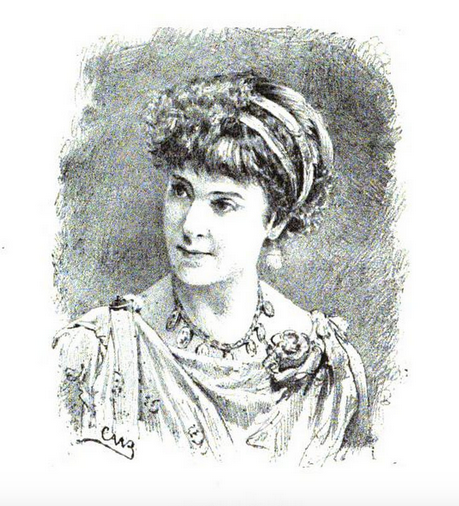
Emily Pfeiffer († 1890)

- 1890: Emily Pfeiffer, britische Schriftstellerin und Frauenrechtlerin
- 1891: Friedrich von Schmidt, deutscher Architekt
- 1891: János Simor, ungarischer Kardinal, Erzbischof von Esztergom und Primas von Ungarn
- 1893: John W. Hall, US-amerikanischer Politiker
- 1893: José Zorrilla y Moral, spanischer Dichter und Dramatiker
- 1894: Lobengula, letzter König des Matabele-Königreichs im südlichen Afrika
- 1898: W. A. Rémy, österreichischer Komponist und Musiker

### 20. Jahrhundert

#### 1901–1950
- 1910: Max Plüddemann, deutscher Konteradmiral, Autor und Publizist
- 1916: Isa Boletini, albanischer Politiker
- 1916: Wilhelm Riedel, deutscher Tuchfabrikant und Wohltäter
- 1917: Jesko von Puttkamer, deutscher Kolonialbeamter und Gouverneur von Kamerun
- 1918: Johannes Justus Rein, deutscher Geograph
- 1919: Matthew Hastings, US-amerikanischer Genre-, Landschafts- und Porträtmaler, Illustrator und Fotograf
- 1921: Mykola Leontowytsch, ukrainischer Komponist, Chorleiter und Lehrer
- 1921: Hugo Oppenheim, deutscher Bankier
- 1921: Wilhelm von Waldeyer-Hartz, deutscher Anatom
- 1921: Hans Wunderly-von Muralt, Schweizer Industrieller und Politiker
- 1921: Władysław Żeleński, polnischer Komponist
- 1922: Lorenz Ludwig Auler, deutscher Politiker
- 1922: René Beeh, deutscher Maler und Grafiker
- 1922: Arthur Nikisch, ungarischer Dirigent
- 1927: Hilma Kristina Elisabet Angered-Strandberg, schwedische Schriftstellerin
- 1929: Wilhelm Baehrens, deutscher Altphilologe
- 1929: Nicolás León, mexikanischer Mediziner, Archäologe und Anthropologe

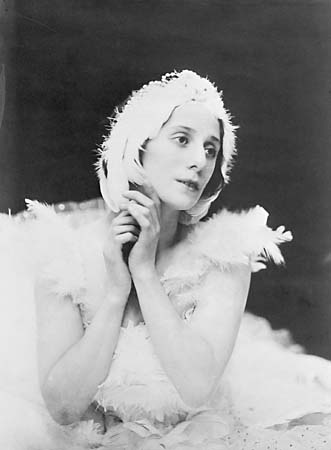
Anna Pawlowa († 1931)

- 1931: Anna Pawlowna Pawlowa, russische Tänzerin
- 1932ː Paula Kohlschütter, deutsche Malerin, Radiererin und Grafikerin
- 1933: Apollinari Michailowitsch Wasnezow, russischer Maler
- 1934: Hedwig Heyl, deutsche Politikerin und Frauenrechtlerin
- 1939: Ernst Blass, deutscher Dichter, Kritiker und Schriftsteller des frühen Expressionismus
- 1939: Matthias Sindelar, österreichischer Fußballspieler
- 1940: Giuseppe Motta, Schweizer Politiker
- 1941: Dobri Christow, bulgarischer Komponist
- 1942: Clément Dorlia, französischer Ruderer
- 1942: Friedrich von Feilitzsch, deutscher Politiker, Ministerpräsident
- 1943: Gisela Rottonara, österreichische Malerin
- 1943: Alexander Woollcott, US-amerikanischer Literaturkritiker
- 1944: Edvard Munch, norwegischer Maler und Graphiker
- 1945: Eugen Bolz, deutscher Politiker und Widerstandskämpfer
- 1945: Reinhold Frank, deutscher Rechtsanwalt und Widerstandskämpfer
- 1945: Goswin Frenken, deutscher Literaturwissenschaftler und Opfer des Nationalsozialismus
- 1945: Nikolaus Groß, deutscher Gewerkschafter und Widerstandskämpfer
- 1945: Albert Kuntz, deutscher Widerstandskämpfer

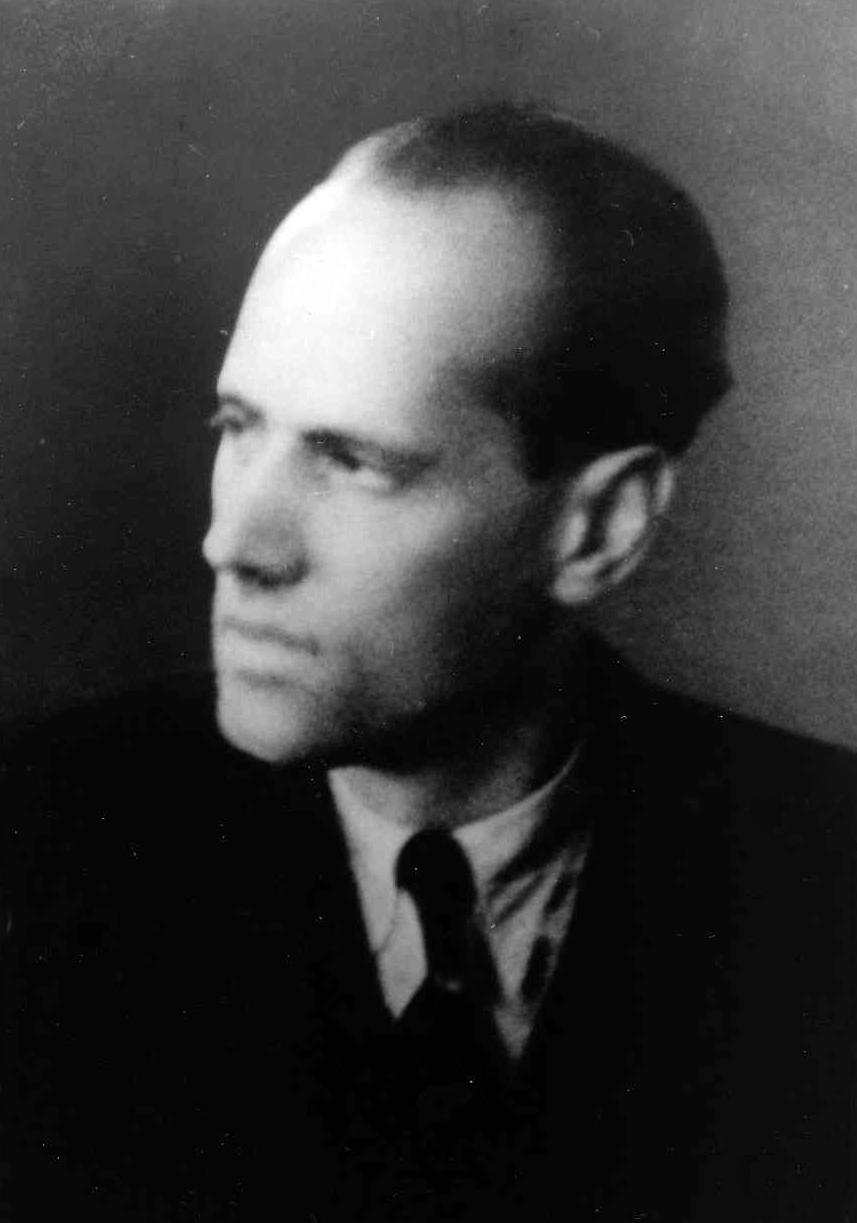
Helmut James Graf von Moltke († 1945)

- 1945: Helmuth James Graf von Moltke, deutscher Jurist und Widerstandskämpfer
- 1945: Erwin Planck, deutscher Politiker und Widerstandskämpfer
- 1945: Busso Thoma, deutscher Kaufmann und Widerstandskämpfer
- 1946: Heinrich Bongartz, deutscher Jagdflieger im Ersten Weltkrieg
- 1947: Pierre Bonnard, französischer Maler des Symbolismus
- 1950: Wassil Kolarow, bulgarischer Politiker
- 1950: Hans Uszkoreit, deutscher Informatiker

#### 1951–2000
- 1953: Solomon Bregman, sowjetischer Politiker und Mitglied des Jüdischen Antifaschistischen Komitees
- 1953: Andrés de Segurola, spanischer Opernsänger und Filmschauspieler
- 1954: Amir Adil Arslan, syrischer Politiker
- 1955: Andreas Dumrauf, deutscher Ringer
- 1956: Alexander Korda, ungarisch-britischer Filmregisseur
- 1956: Kazufumi Matsunaga, japanischer Gitarrist
- 1960: Guy Daniel-Lamazière, französischer Autorennfahrer
- 1960: Wolfgang Kayser, deutscher Germanist und Literaturwissenschaftler
- 1962: Albert Kaifer, deutscher Eisenbahner und Politiker
- 1963: Józef Gosławski, polnischer Bildhauer und Medailleur
- 1963: Teresa del Riego, englische Pianistin, Geigerin und Komponistin
- 1964ː Johanna Brandt, südafrikanische Schriftstellerin und Spionin
- 1965: Gisela Klingmüller, deutsche Malerin
- 1966: Jo van Ammers-Küller, niederländische Schriftstellerin
- 1966: Hans Mettel, deutscher Bildhauer
- 1968: Wilhelm Klemm, deutscher Lyriker
- 1969: Jaroslav Křička, tschechischer Komponist
- 1973: Johannes Brandsma, niederländischer Ruderer
- 1973: Kid Ory, US-amerikanischer Musiker
- 1975: Albert Johannsen, deutscher Maler
- 1976: Frederick Hulford, britischer Leichtathlet
- 1976: Paul Robeson, US-amerikanischer Schauspieler, Sänger, Autor und Bürgerrechtler
- 1977: Otto Lüthje, deutscher Schauspieler
- 1978: Terry Kath, US-amerikanischer Musiker

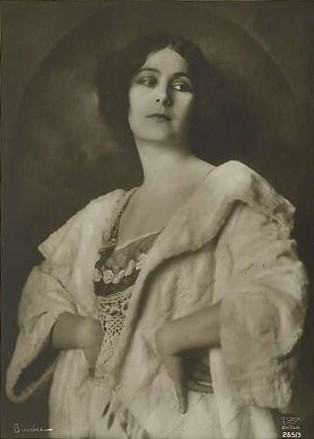
Lil Dagover († 1980)

- 1980: Lil Dagover, deutsche Schauspielerin
- 1980: Giovanni Michelotti, italienischer Automobildesigner
- 1980: Ernst Ocwirk, österreichischer Fußballspieler und -trainer
- 1980: Bobby Sherwood, US-amerikanischer Jazzgitarrist
- 1981: Liselott Baumgarten, deutsche Schauspielerin
- 1981: Traugott Fricker, Schweizer Lehrer, Heimatforscher und Bühnenautor
- 1981: Roland Hampe, deutscher Archäologe und Übersetzer
- 1981: Samuel Barber, US-amerikanischer Komponist
- 1983: Frank Forde, australischer Politiker und Premierminister
- 1984: Samuel Gardner, US-amerikanischer Komponist und Violinist
- 1986: Joseph Beuys, deutscher Aktionskünstler, Bildhauer, Zeichner, Kunsttheoretiker und Hochschullehrer
- 1986: Yvonne Lefébure, französische Pianistin
- 1987: John Coveart, kanadischer Pianist und Musikpädagoge
- 1988: Werner Ansel, deutscher Verwaltungsbeamter

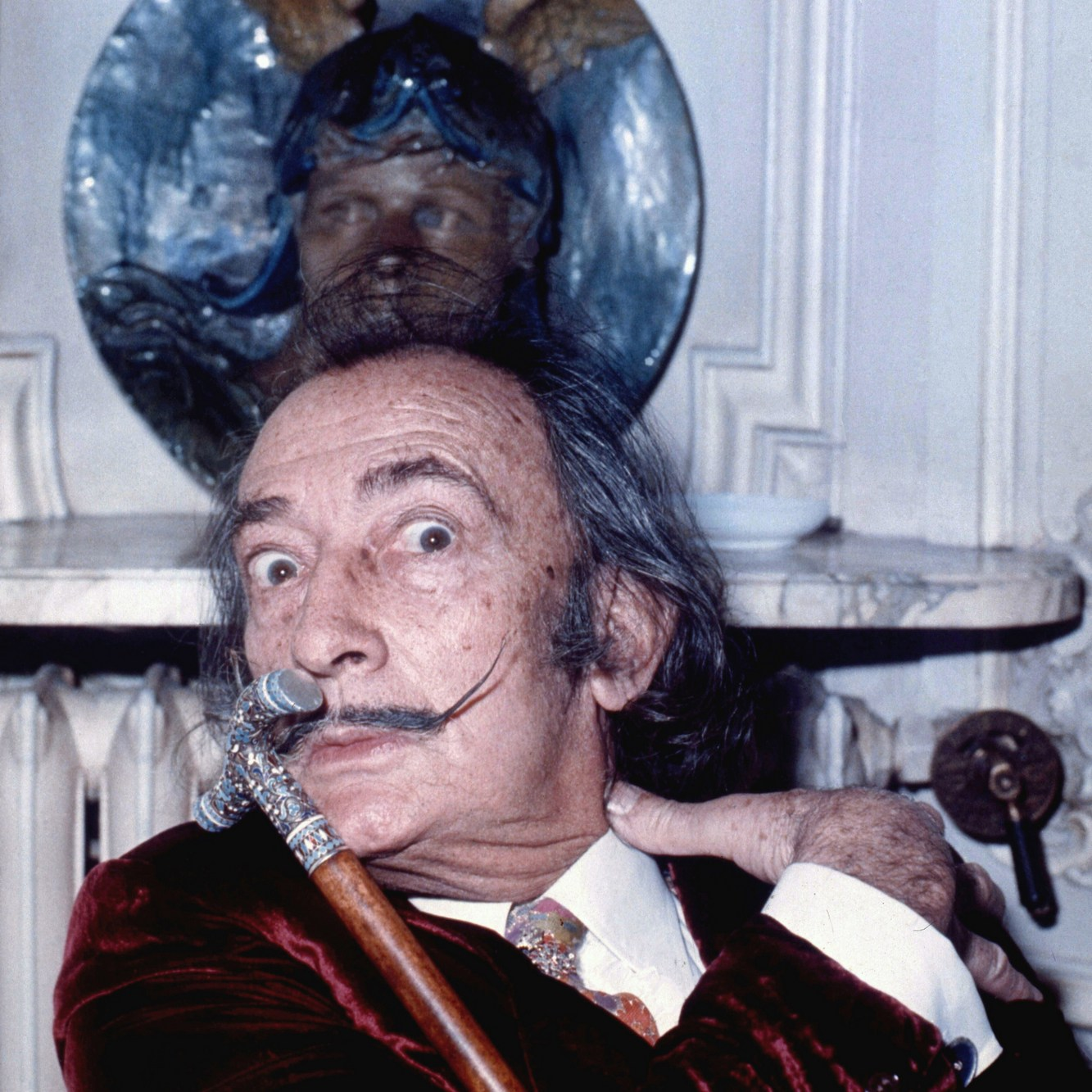
Salvador Dalí († 1989)

- 1989: Salvador Dalí, spanischer Maler, Grafiker, Schriftsteller, Bildhauer und Bühnenbildner, Hauptvertreter des Surrealismus
- 1990: Allen Larkin Collins, US-amerikanischer Musiker
- 1993: Thomas A. Dorsey, US-amerikanischer Blues- und Gospel-Sänger und Pianist
- 1994: Juan Santiago Garrido, chilenischer Komponist und Musikwissenschaftler
- 1994: Klaus Hemmerle, deutscher Priester, Theologieprofessor und Bischof von Aachen
- 1994: Anton Jaumann, deutscher Politiker, MdL und Landesminister
- 1996: Clifford Griffith, US-amerikanischer Automobilrennfahrer
- 1996: Horst Wende, deutscher Orchesterleiter, Arrangeur und Akkordeonist
- 1998: John Bridges, britischer Automobilrennfahrer
- 1998: Victor Pasmore, britischer Maler
- 1999: Joe D’Amato, italienischer Filmregisseur
- 2000: Konrad Proll, deutscher Architekt

### 21. Jahrhundert
- 2001: Jack McDuff, US-amerikanischer Jazzorganist
- 2002: Pierre Bourdieu, französischer Soziologe
- 2002: Robert Nozick, US-amerikanischer Philosoph

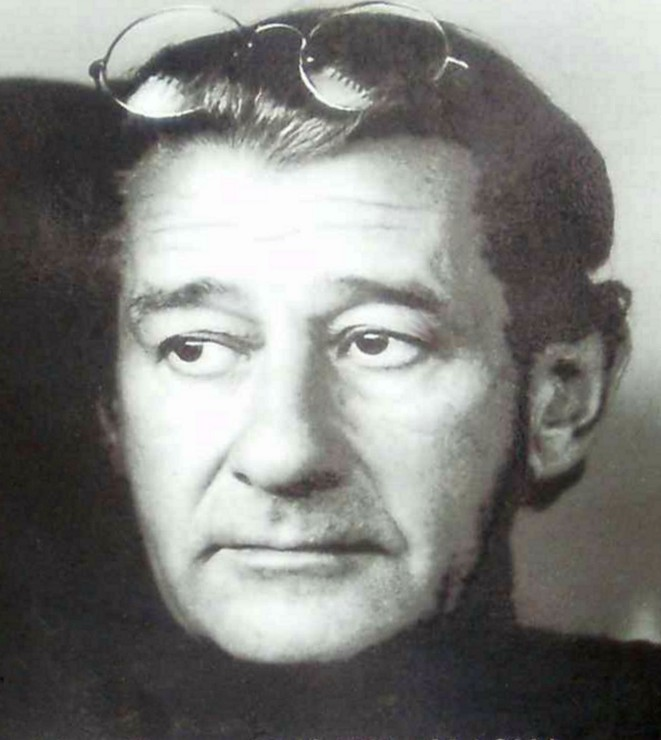
Helmut Newton († 2004)

- 2004: Helmut Newton, deutsch-australischer Fotograf
- 2005: Johnny Carson, US-amerikanischer Fernseh-Entertainer
- 2006: Josef-Severin Ahlmann, deutscher Erfinder und Unternehmer
- 2006: Savino Guglielmetti, italienischer Kunstturner
- 2007: E. Howard Hunt, US-amerikanischer Geheimdienstmitarbeiter und Schriftsteller
- 2007: Ryszard Kapuściński, polnischer Journalist
- 2007: Leopoldo Pirelli, italienischer Unternehmer
- 2007: Disco D, US-amerikanischer Musikproduzent
- 2008: Andrzej Andrzejewski, polnischer Brigadegeneral
- 2008: David Askevold, US-amerikanisch-kanadischer Künstler
- 2008: Yves Hervalet, französischer Autorennfahrer
- 2008: Theodor Hopf, deutscher Brigadegeneral
- 2008: Stein Rønning, norwegischer Karateka
- 2008: Felix F. Carlebach, deutsch-britischer Rabbiner
- 2009: René Andrianne, belgischer Romanist und Literaturwissenschaftler
- 2010: Fred Metzler, deutscher  Hörfunk- und Fernseh-Moderator sowie Schauspieler
- 2010: Oleg Velyky, deutsch-ukrainischer Handballer
- 2010: Earl Wild, US-amerikanischer Pianist und Komponist
- 2012: Bingham Ray, US-amerikanischer Filmemacher, Mitbegründer des Filmverleihs October Films

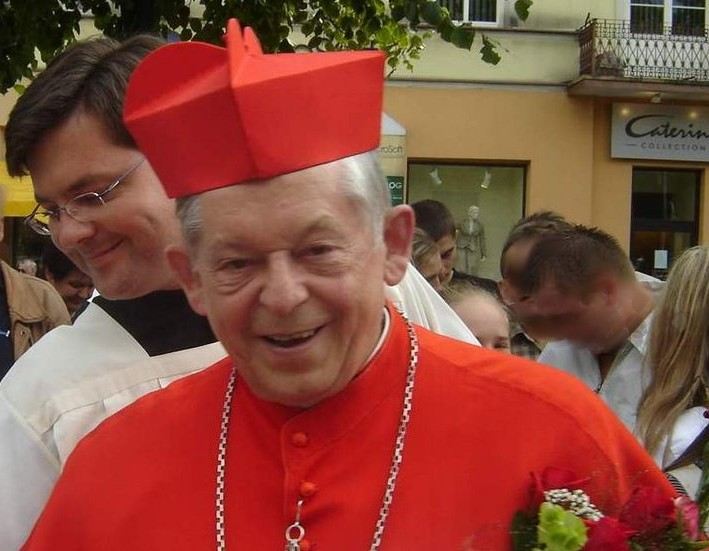
Józef Glemp († 2013)

- 2013: Józef Glemp, polnischer Erzbischof
- 2013: Maria Schaumayer, österreichische Wirtschaftswissenschaftlerin und Politikerin, Nationalbankpräsidentin
- 2014: Angelik Riemer, deutsche Malerin
- 2015: Abdullah ibn Abd al-Aziz, König von Saudi-Arabien

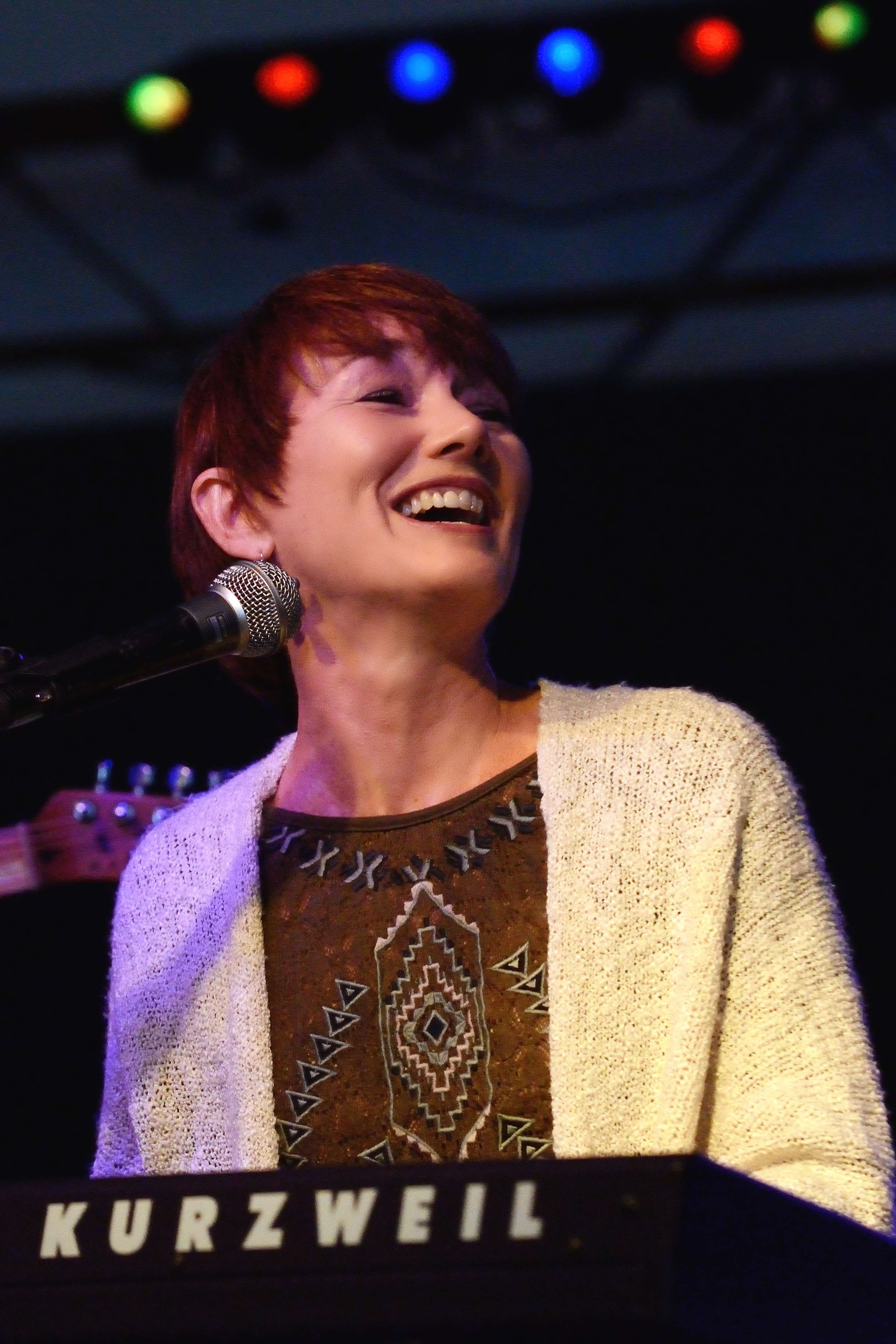
Lari White († 2018)

- 2016: Jimmy Bain, britischer Bassist
- 2017: Gert Pinkernell, deutscher Romanist und Literaturwissenschaftler

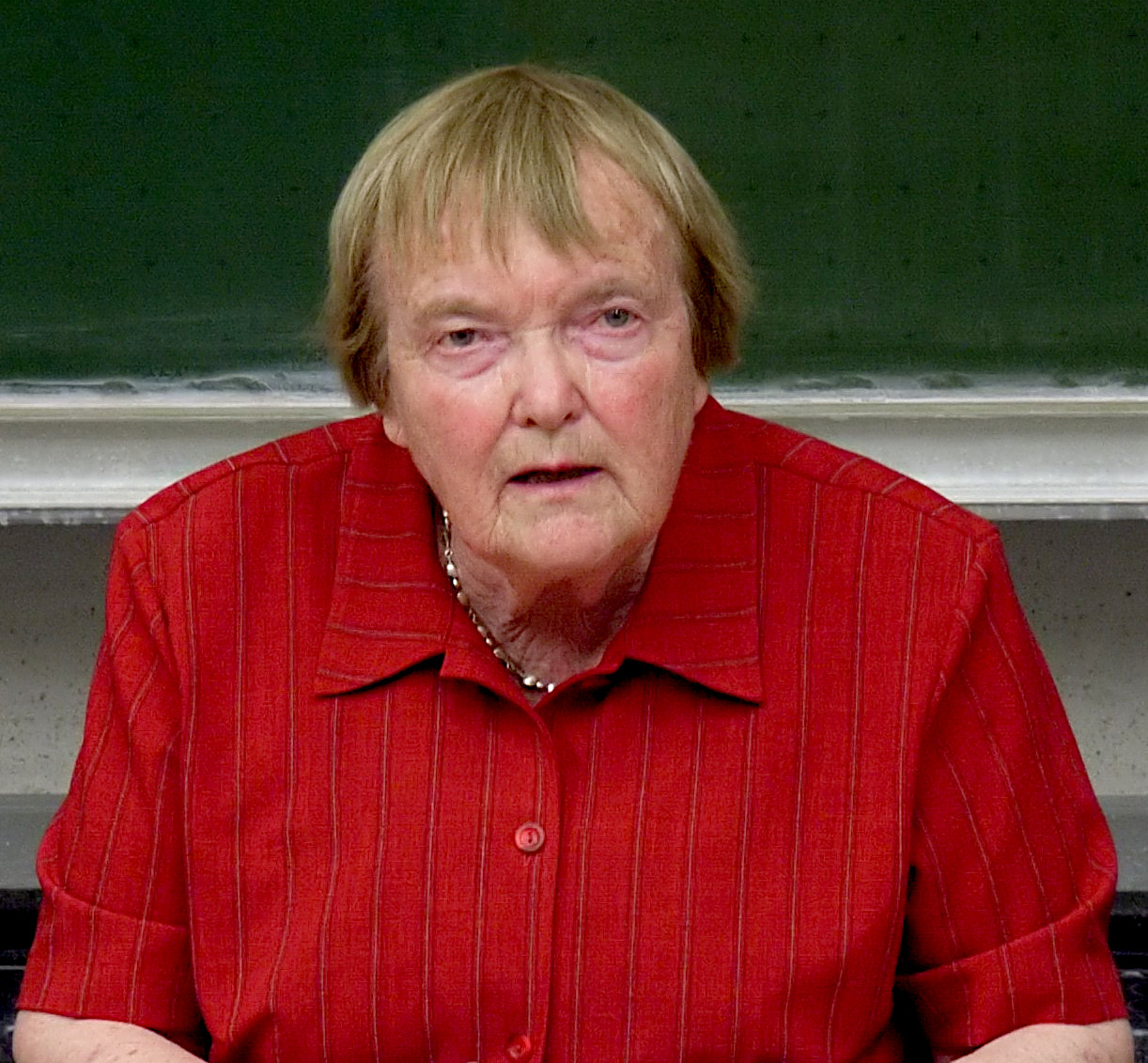
Gudrun Pausewang († 2020)

- 2018: Else Hessenauer, deutsche Skilangläuferin
- 2018: Hugh Masekela, südafrikanischer Musiker
- 2018: Nicanor Parra, chilenischer Dichter
- 2018: Lari White, US-amerikanische Countrysängerin und Songschreiberin
- 2019: Jonas Mekas, litauisch-amerikanischer Filmregisseur und Autor
- 2019: Adel Salameh, palästinensischer Oudspieler
- 2020: Gudrun Pausewang, deutsche Schriftstellerin
- 2021: Emil Bildstein, deutscher Wasserballspieler
- 2021: Abukari Gariba, ghanaischer Fußballspieler
- 2021: Hal Holbrook, US-amerikanischer Schauspieler
- 2021: Larry King, US-amerikanischer Journalist
- 2021: Jack Wilson, kanadischer Eishockeyspieler
- 2022: Ketewan Lossaberidse, sowjetische Bogenschützin und Mathematikerin
- 2022: Reinhold E. Schmidt, deutscher Mediziner und Hochschullehrer
- 2022: Armido Torri, italienischer Ruderer
- 2022: Zofia Walasek, polnische Leichtathletin
- 2023: Aschot Sohrabjan, armenischer Komponist
- 2024: Frank Farian, deutscher Musikproduzent, Komponist und Sänger
- 2024: Melanie Safka, amerikanische Gitarristin, Sängerin und Songwriterin
- 2024: Romana Vaccaro, deutsche Sopranistin
- 2025ː Sonja Wiesmann, Schweizer Politikerin (SP)
- 2025: Raban Graf von Westphalen, deutscher Politologe, Jurist und Hochschullehrer

## Feier- und Gedenktage
- Kirchliche Gedenktage
  - Menno Simons, deutscher Bischof der Täuferbewegung (evangelisch)
- Namenstage
  - Hartmut

Weitere Einträge enthält die Liste von Gedenk- und Aktionstagen.